# Biserica de lemn din Păușa, Sălaj

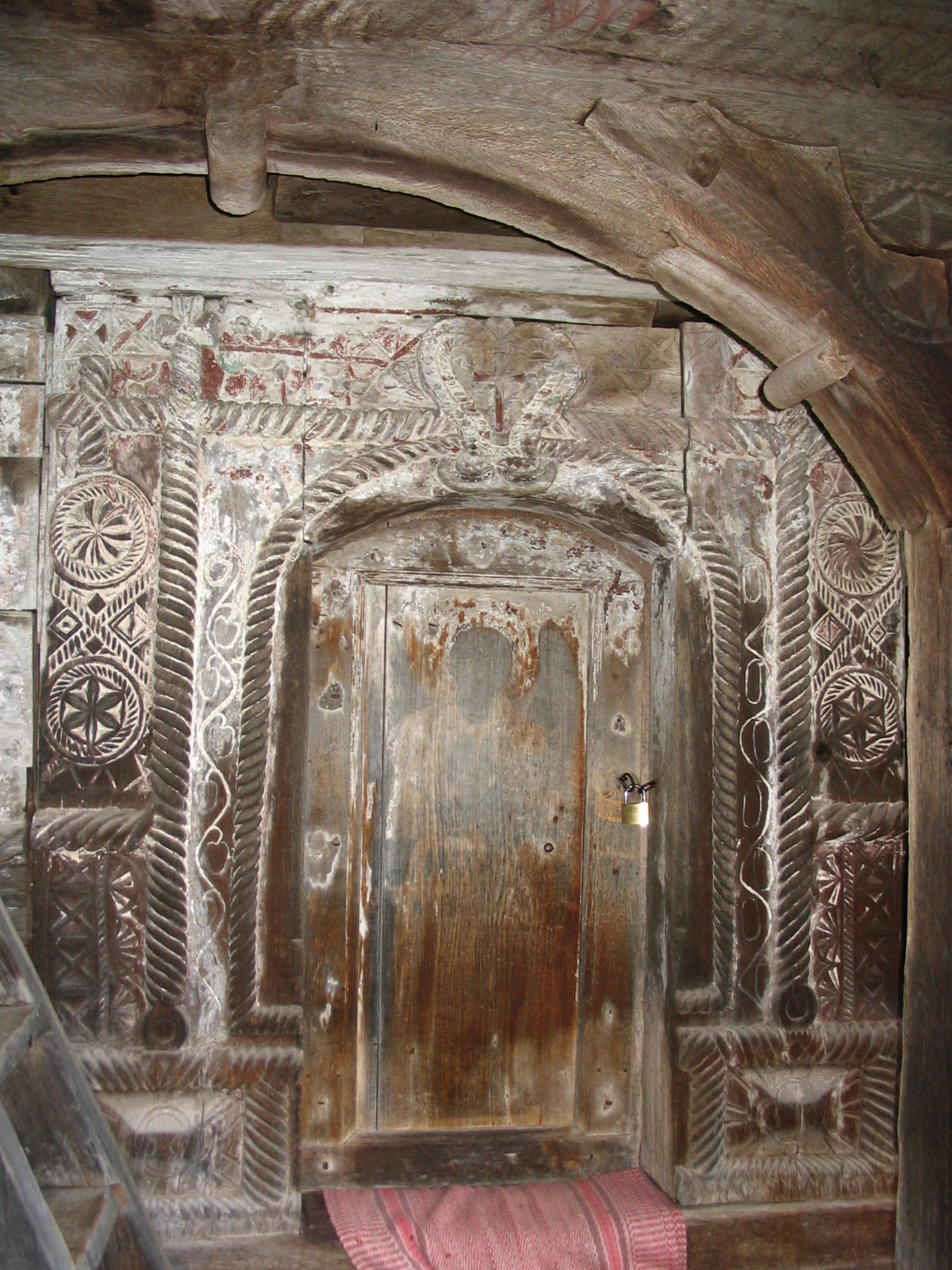
Portalul bisericii de lemn din Păușa

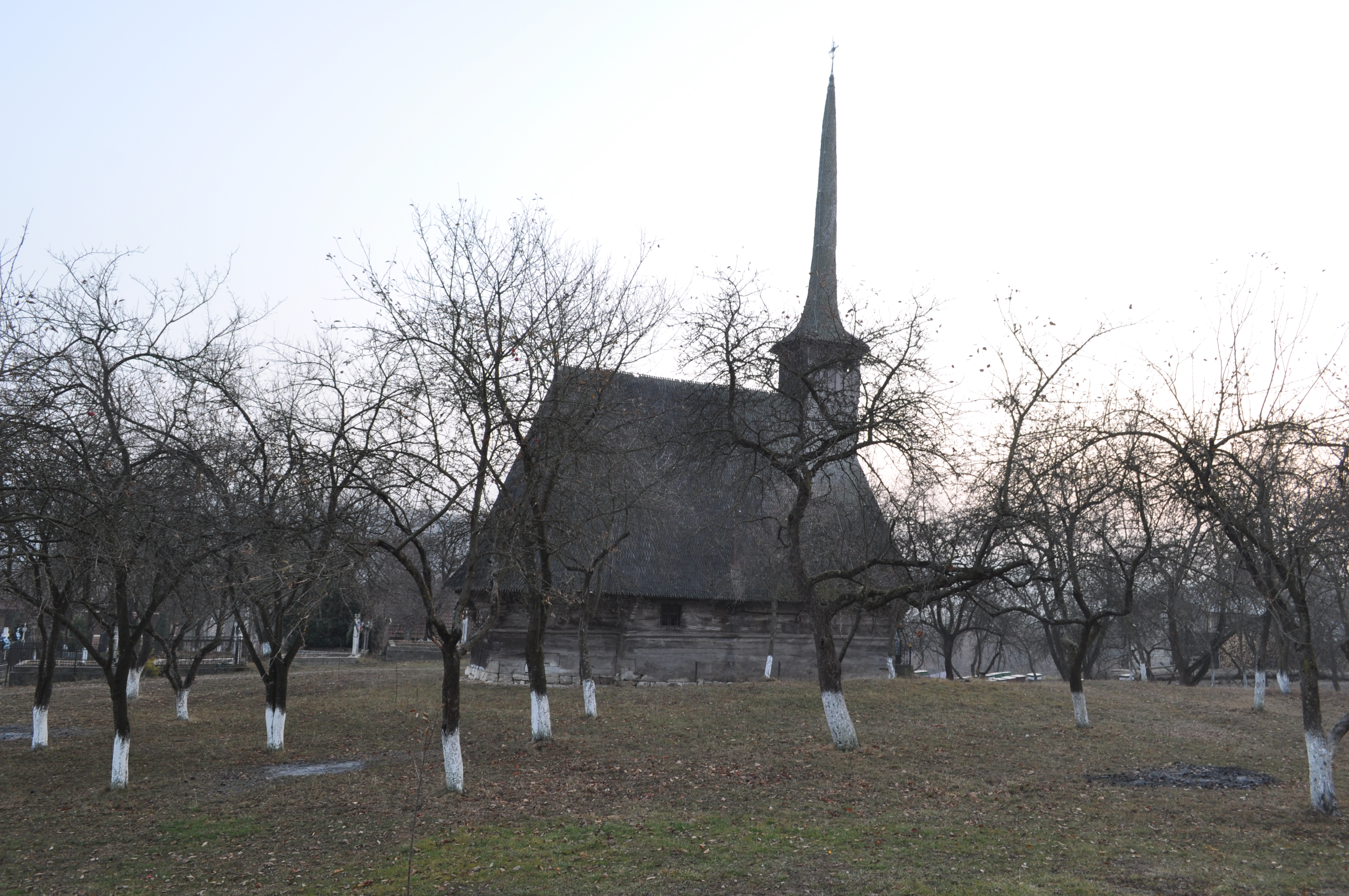
Biserica de lemn „Sfântul Ierarh Nicolae” din Păușa, județul Sălaj, foto: noiembrie 2011.

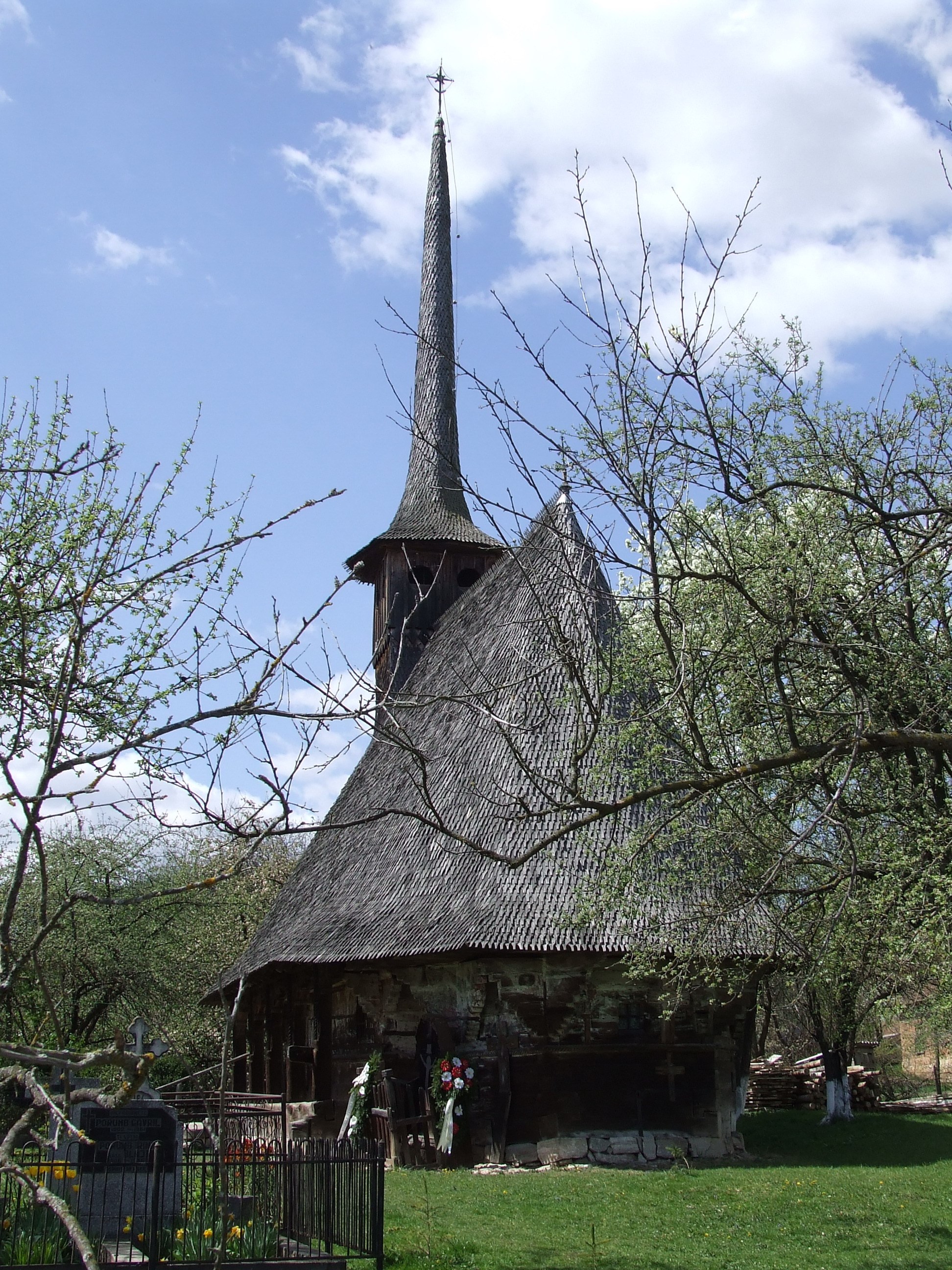
Biserica (est)

Biserica de lemn „Sfântul Ierarh Nicolae” din Păușa se află în localitatea omonimă din județul Sălaj și datează din anul 1730. Biserica se află pe noua listă a monumentelor istorice sub codul LMI:  SJ-II-m-A-05092.

## Istoric
Biserica de lemn „Sfântul Ierarh Nicolae” a fost ridicată în 1730. Planul este dreptunghiular, cu absida decroșată, poligonală, cu cinci laturi. Pereții de dimensiuni reduse, prezintă la îmbinările absidei iscusite perechi de console, ce coboară în trepte, până la brâul median alcătuit din „frânghie” și chenare de linii frânte.
Ancadramentul intrării este un adevărat poem al sculpturii în lemn: cu rozete, „frânghii”, motive geometrice, semicercuri cu spițe și vrej cu ghindă. În mijlocul cadrului de sus, amplei compoziții decorative ce susține crucea i se adaugă, de o parte și de alta, o inimă. Cel de al doilea ancadrament, al trecerii în naos, este împodobit cu chenare în „frânghie”, linii frânte și alte linii dispuse în V întors. Arcul transversal al bolții semicilindrice a naosului este străbătut de o „frânghie”, intersectată de șase suprafețe dreptunghiulare pe axul arcului, în care sunt sculptate câte o rozetă în spirală sau cu petale.
Din pictura exterioară, care cuprindea scene cum ar fi: „Adormirea Maicii Domnului”, „Maria Împărăteasă” înconjurată de Apostoli, o scenă din viața Sfântului Nicolae, salvarea corăbierilor, se mai păstrează urme doar pe peretele de sud.
Pictura se păstrează mai bine în pronaos, în culori vii de verde și purpuriu. Pe peretele dinspre naos se află următoarea pisanie: „Nașterii s-au numit hramul ca să-l păzească tot neamul și s-au zugrăvit prin cheltuiala creștinilor pravoslavnici dintr-acest sat Păușe, în zilele înălțatului și pururea domnului împărat Franțiș ... pravoslavnic arhipăstorie neunită și cinstit protopop Petrovici al Miluanului, și cinstiți preoți Halmagi Teodor, Halmagi Dimitrie. Prin mine umilul zugrav Ioan Pop din Ungurași, anul 1800, iulie 10.” (Ungurași este denumirea de atunci a comunei Românași).
În anii 1966-1968 biserica de lemn din Păușa a fost restaurată. Acoperișul unitar și clopotnița scundă, cu doi ochi rotunzi și fleșa ascuțită, au fost refăcute, punând astfel la adăpost, pentru o perioadă de timp, prețioasa decorație sculptată și pictată.

## Imagini din exterior

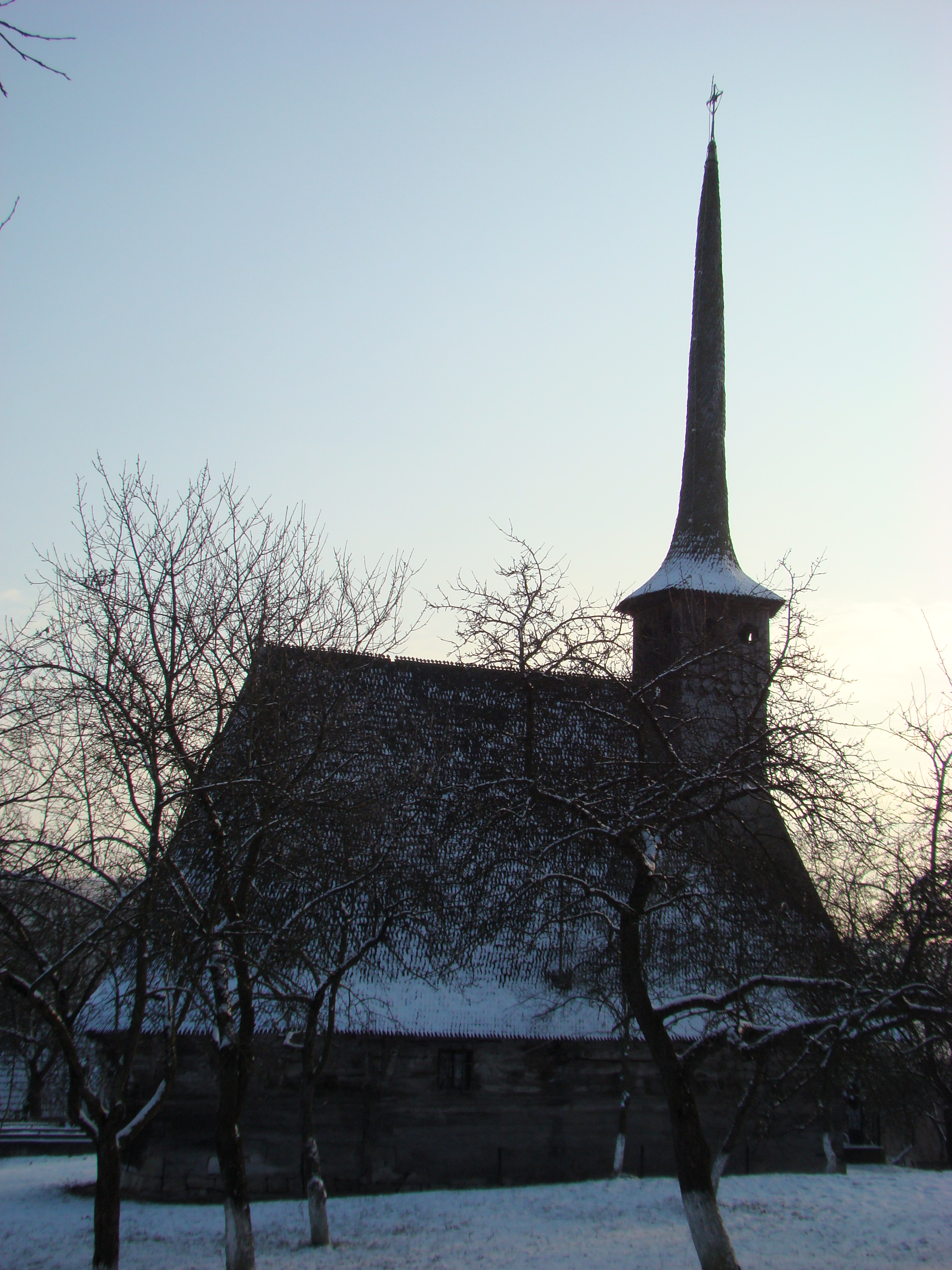
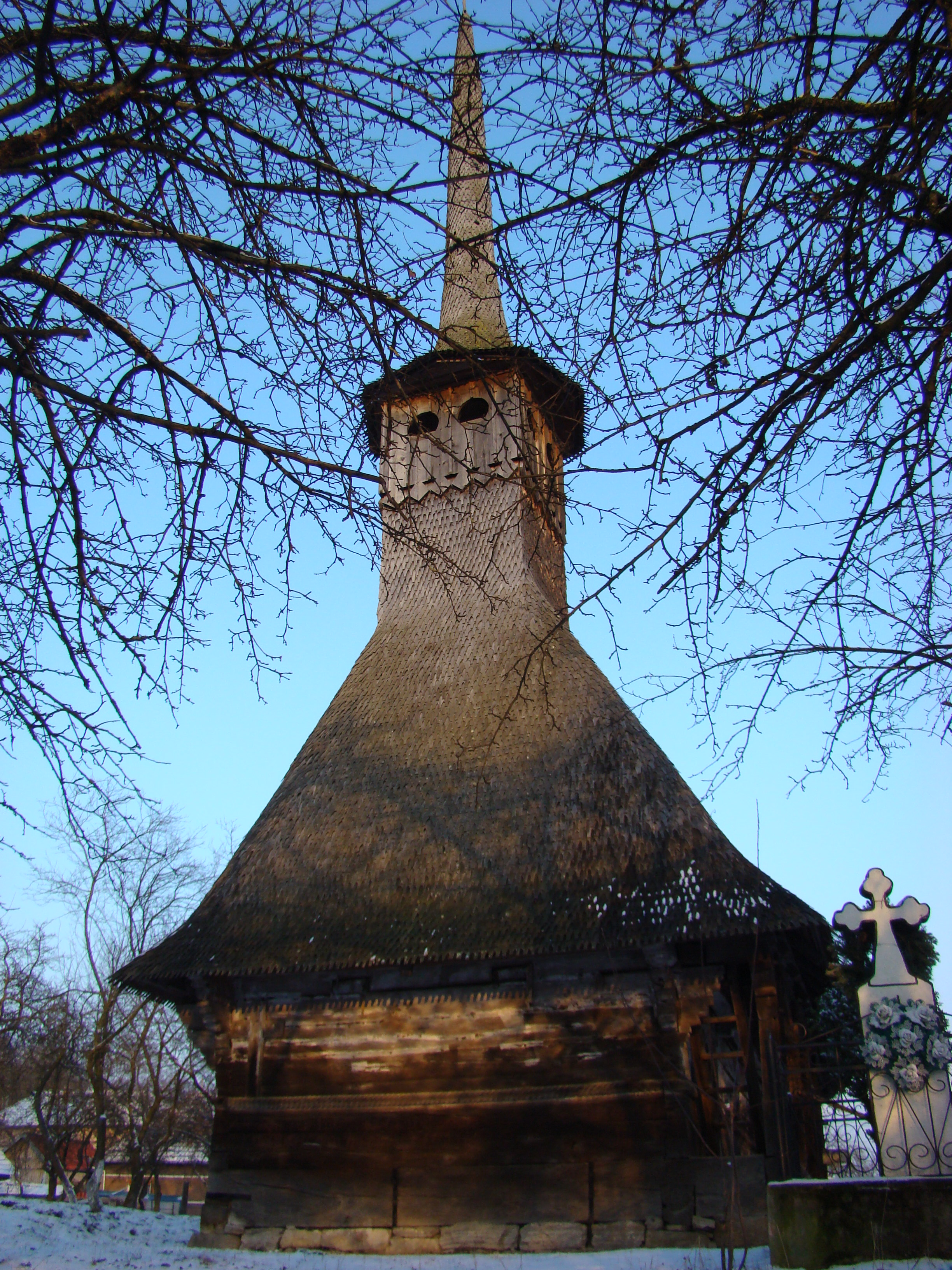
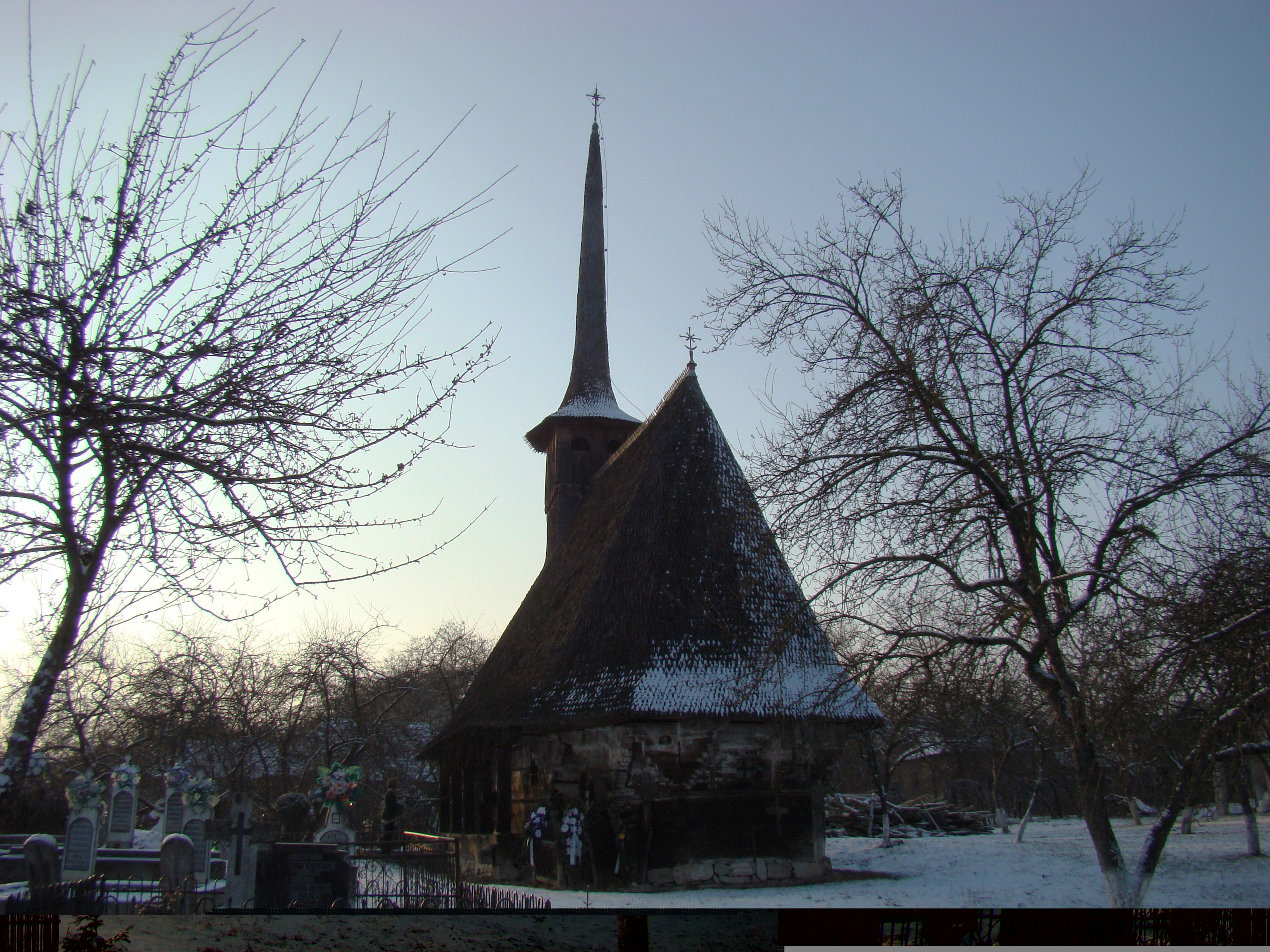
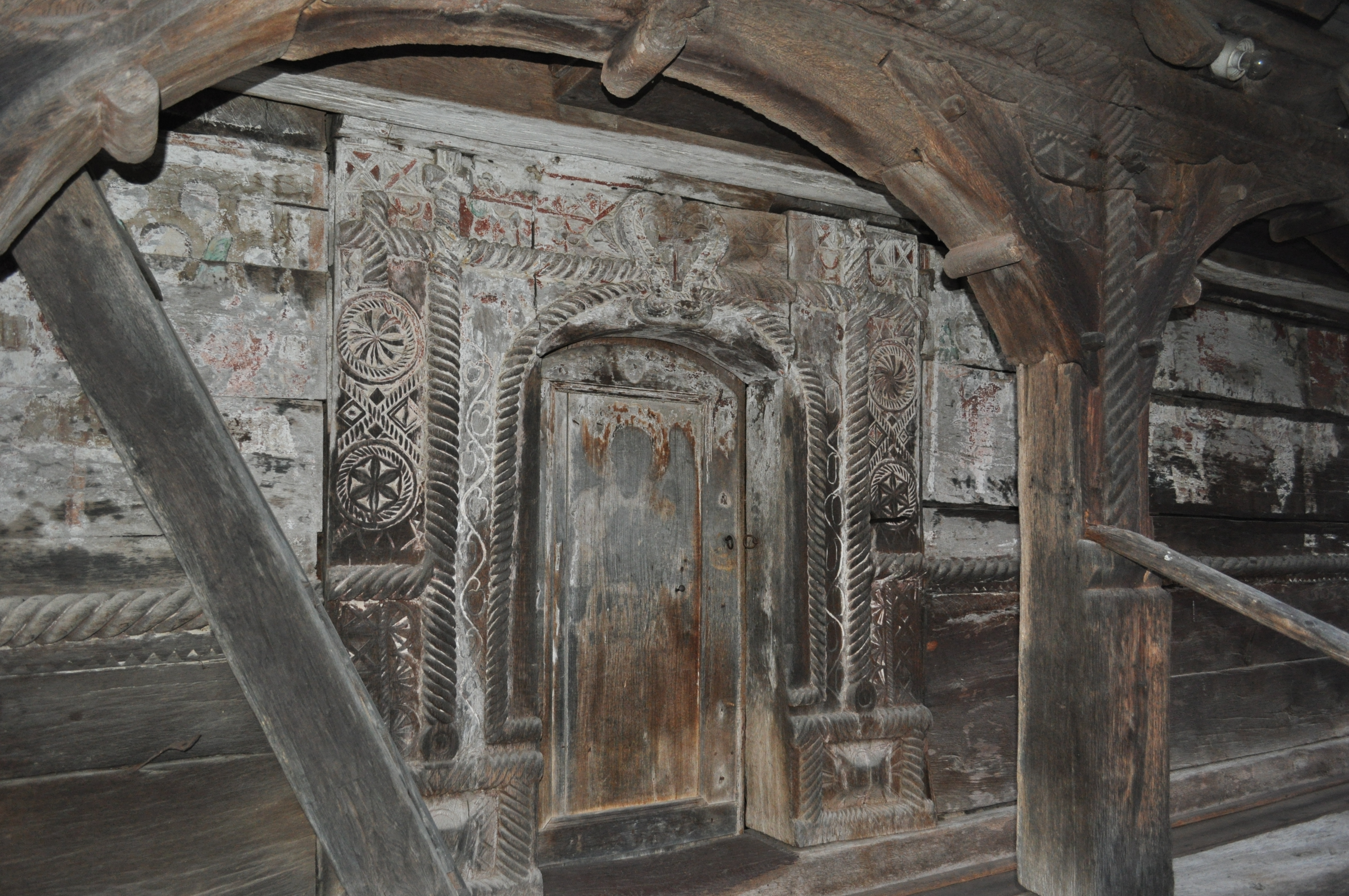
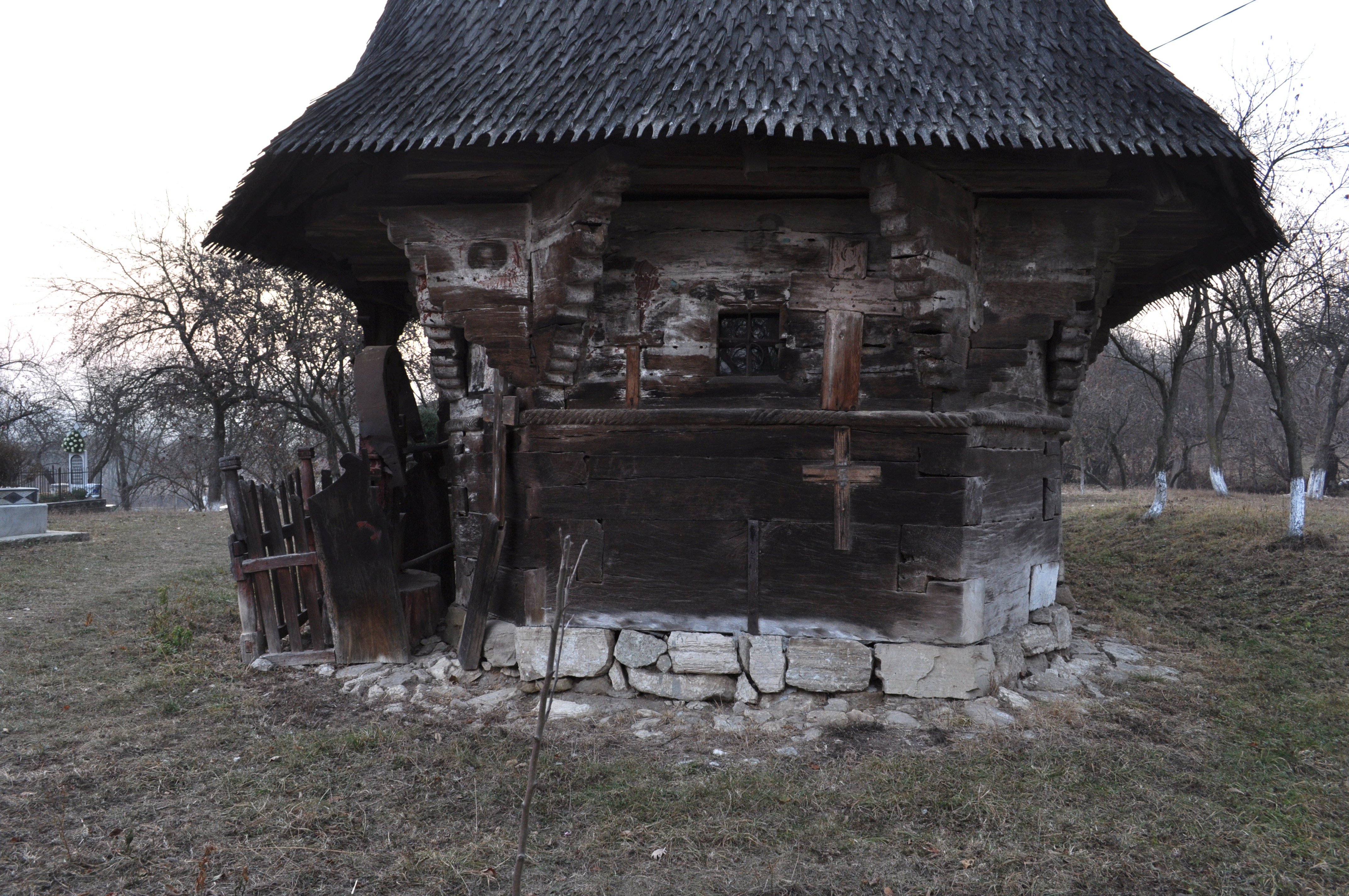
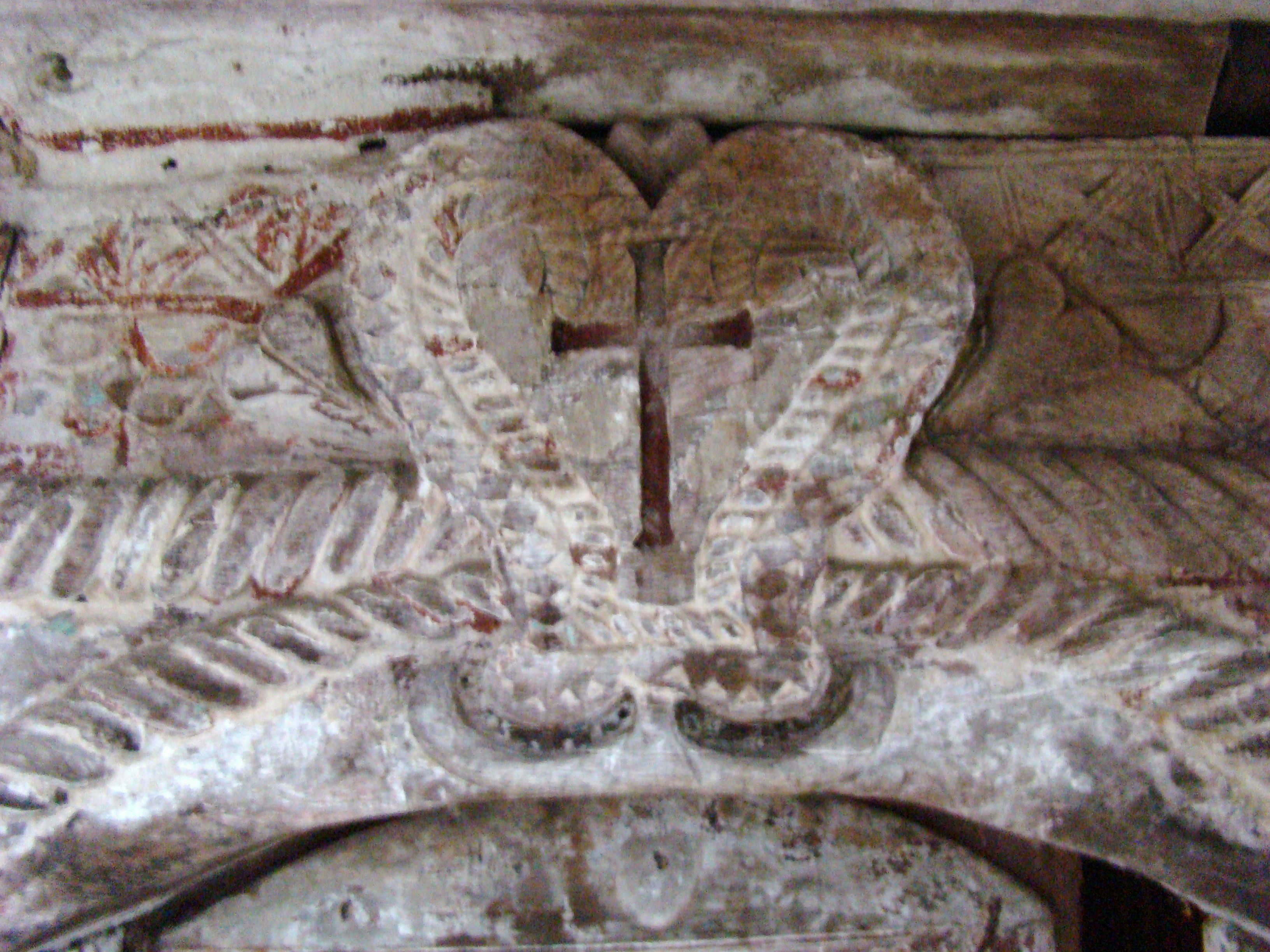
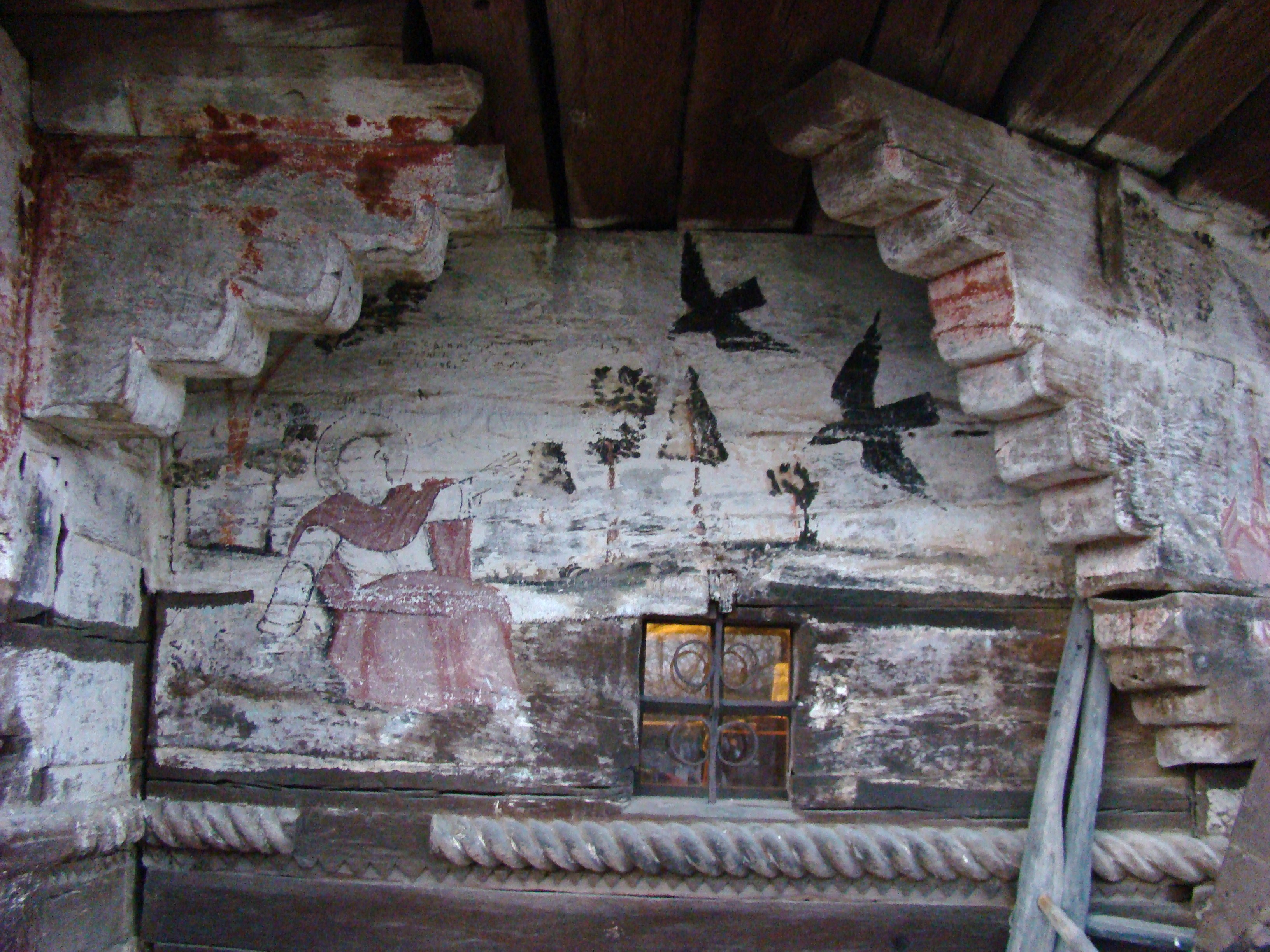
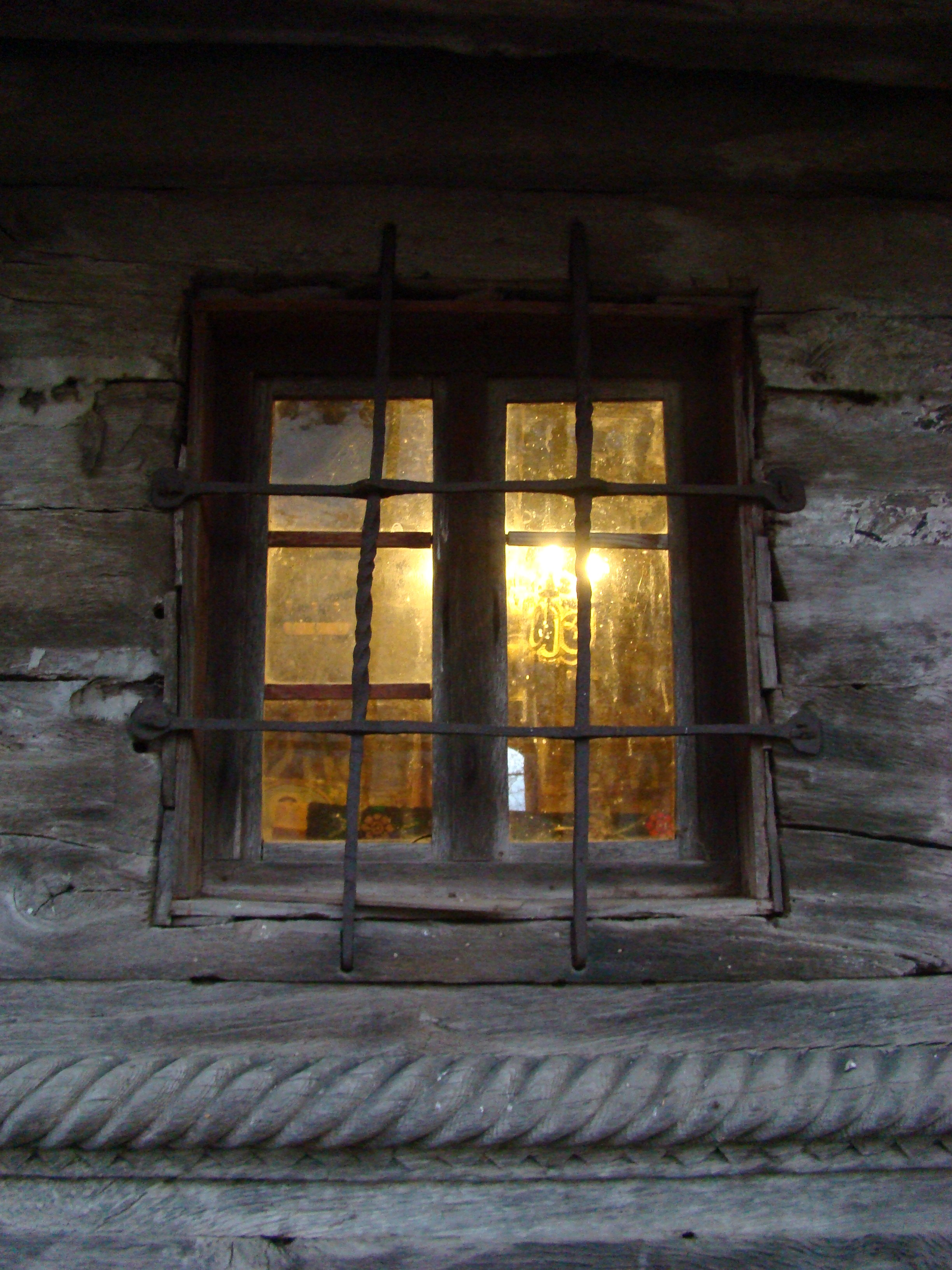
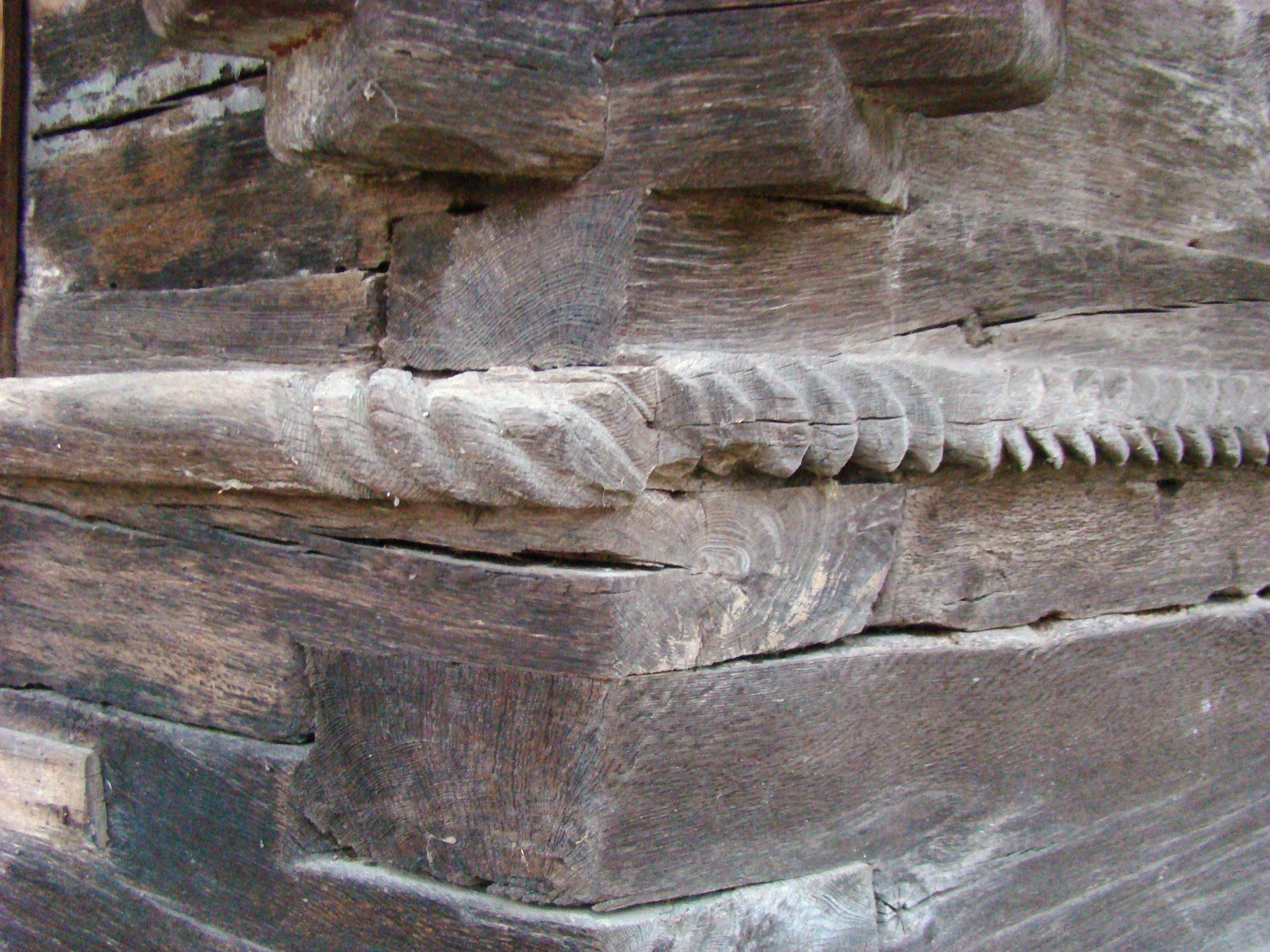
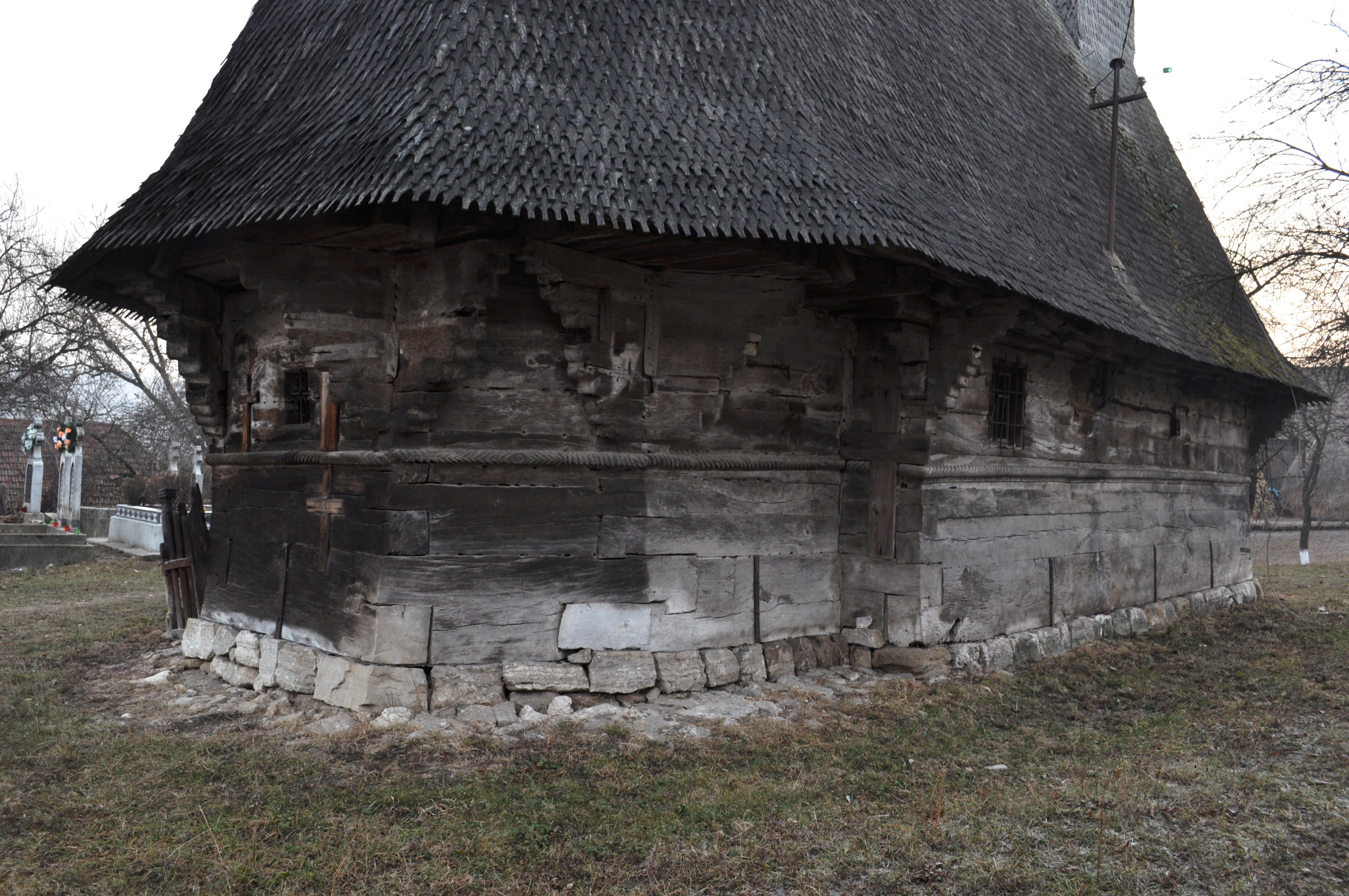
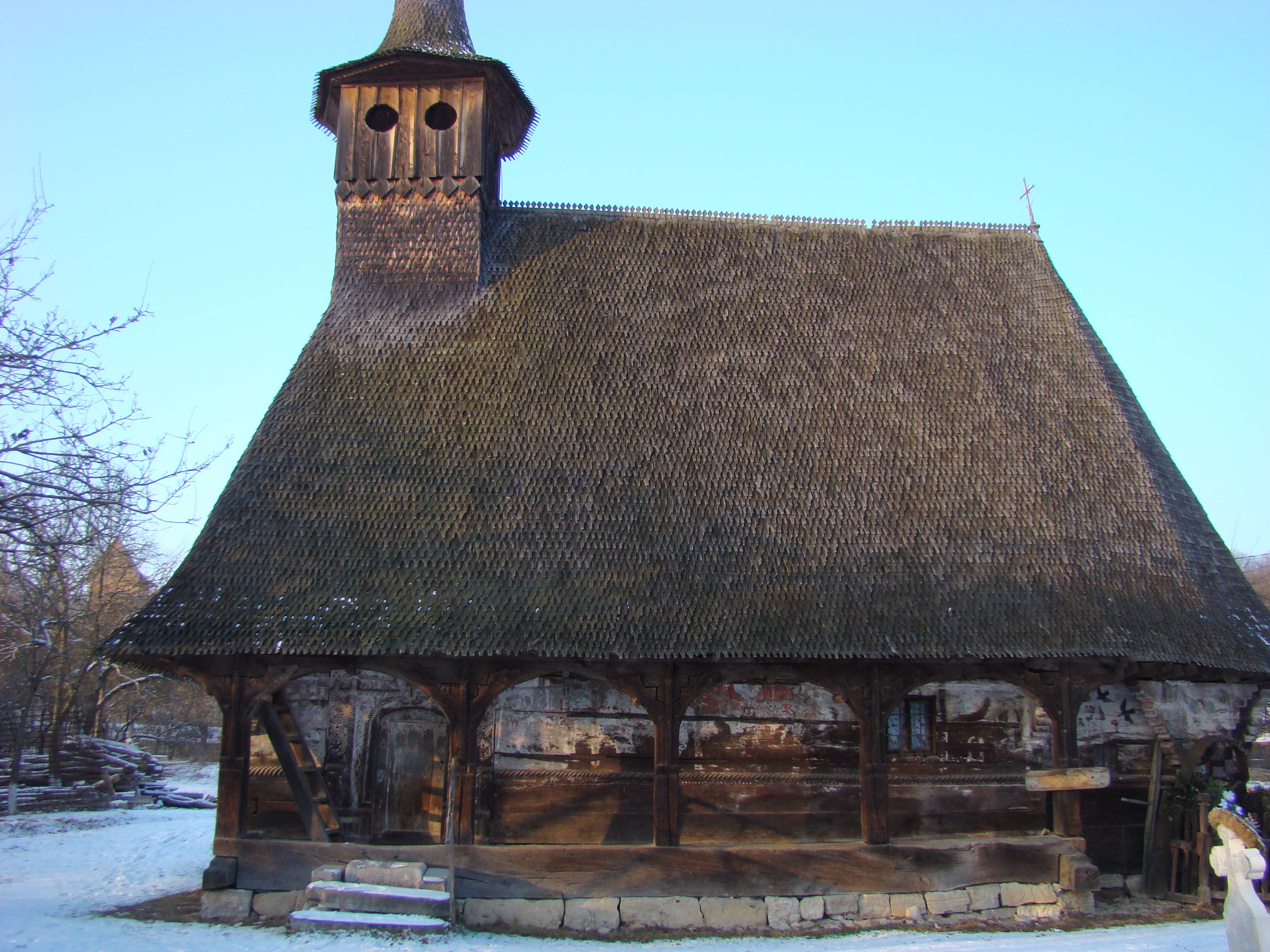
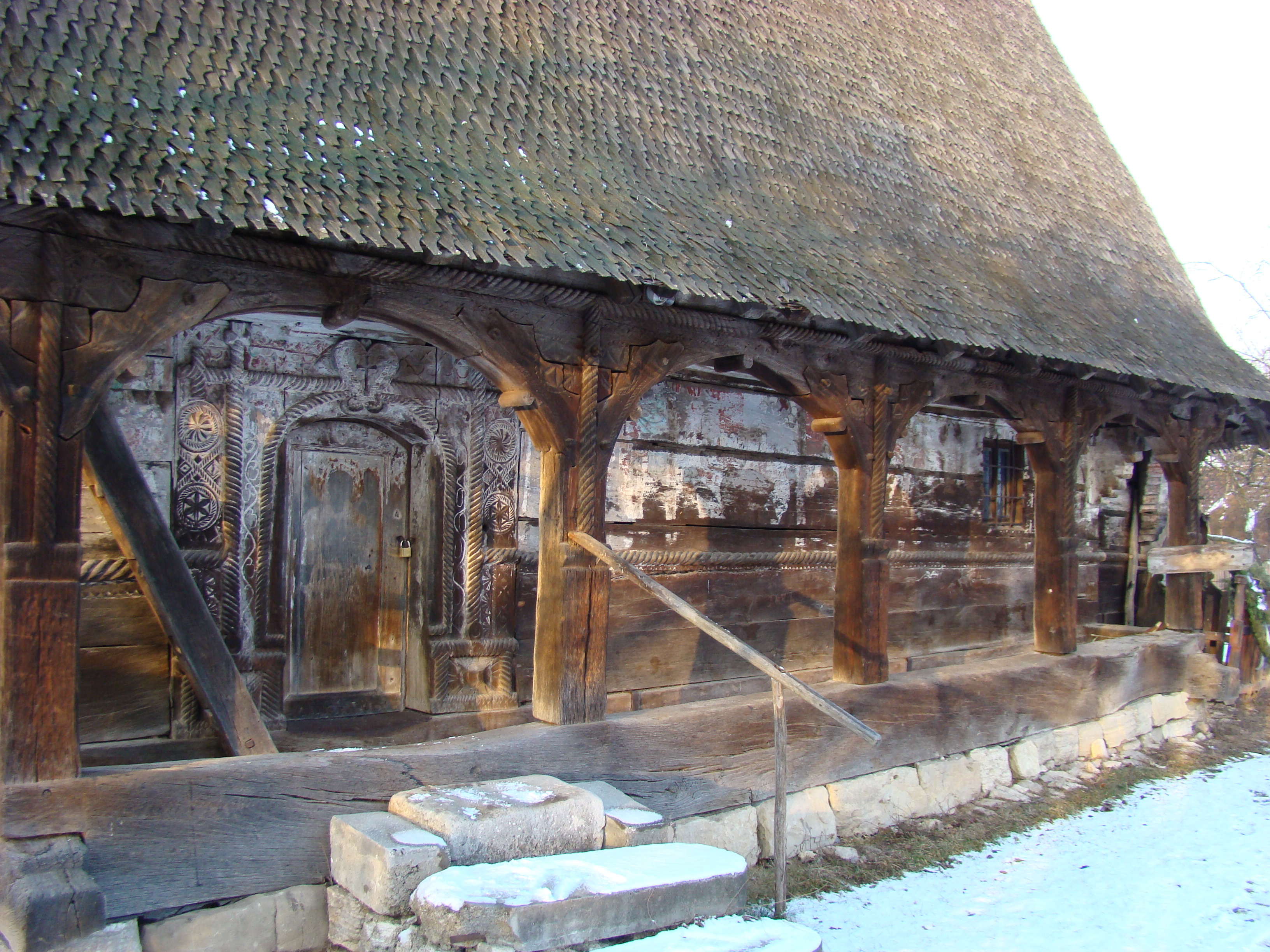
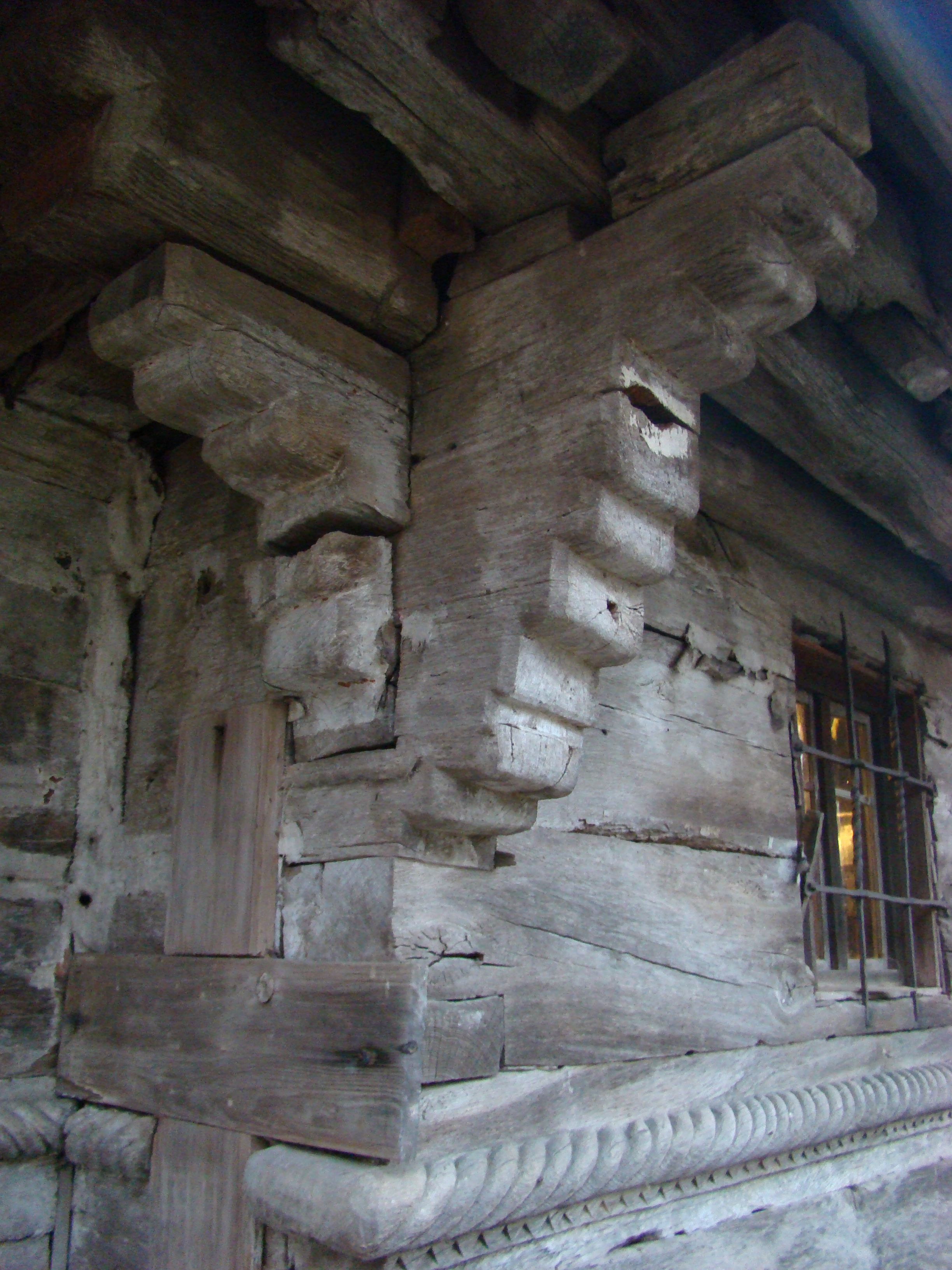
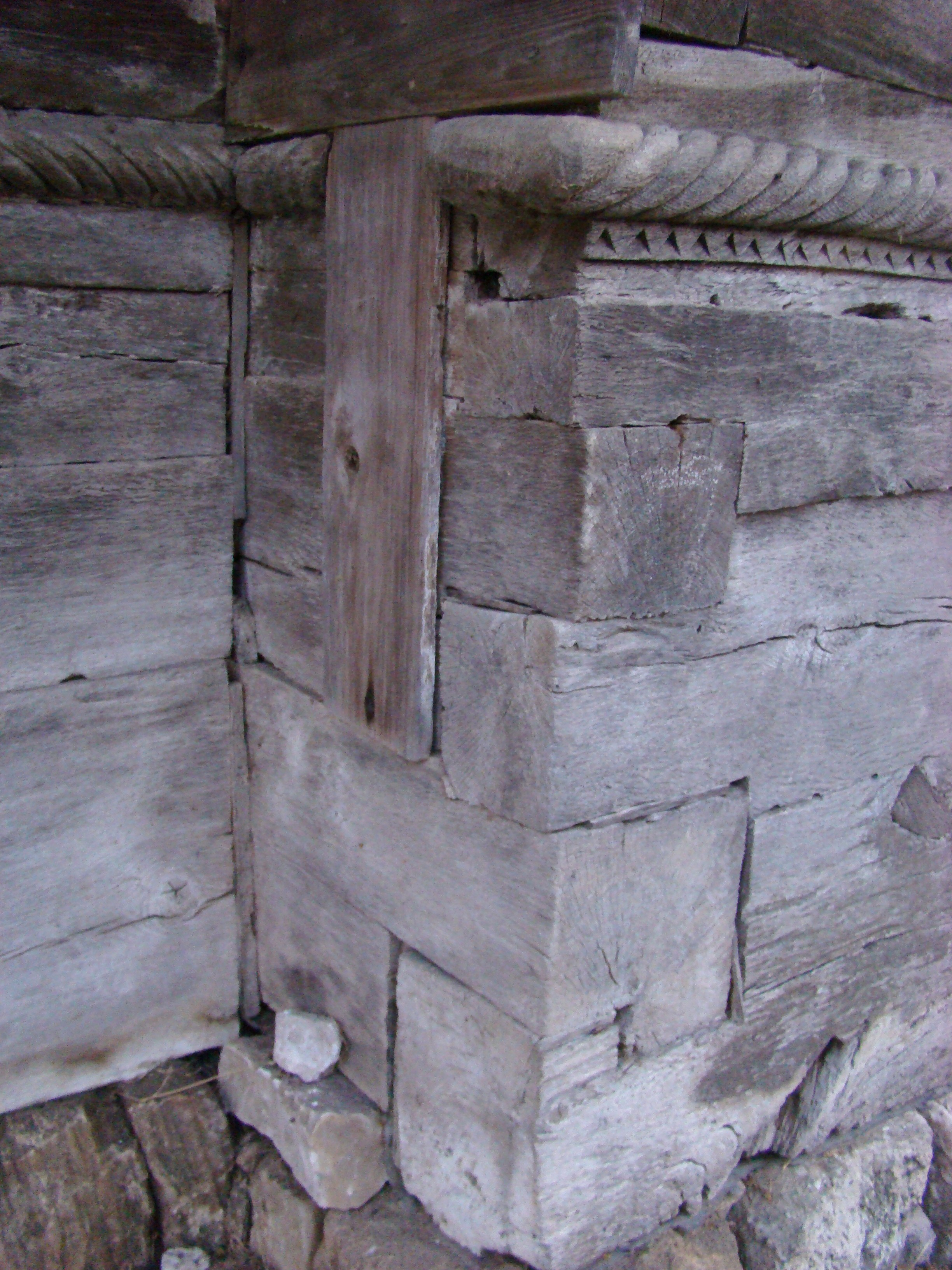
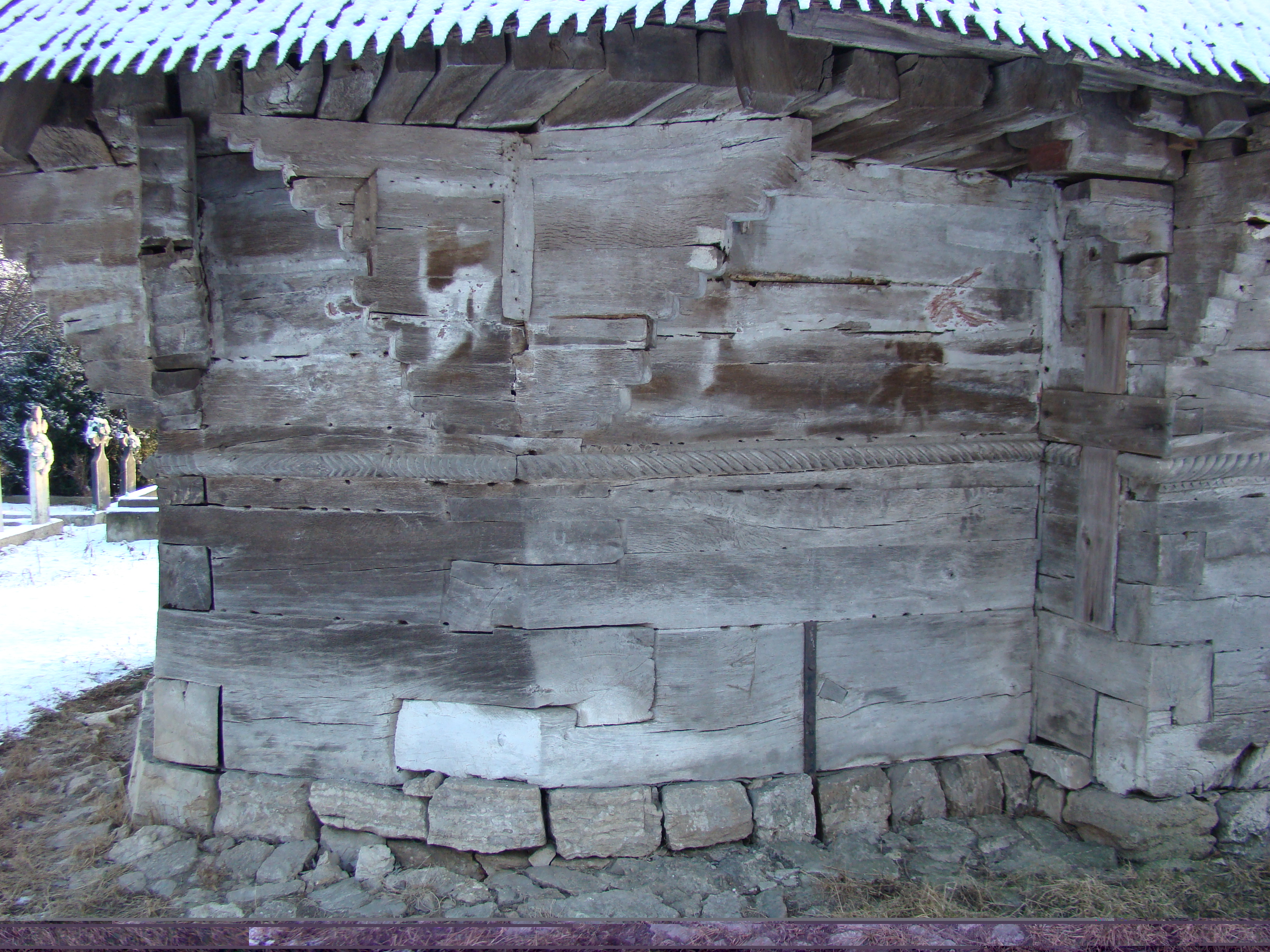
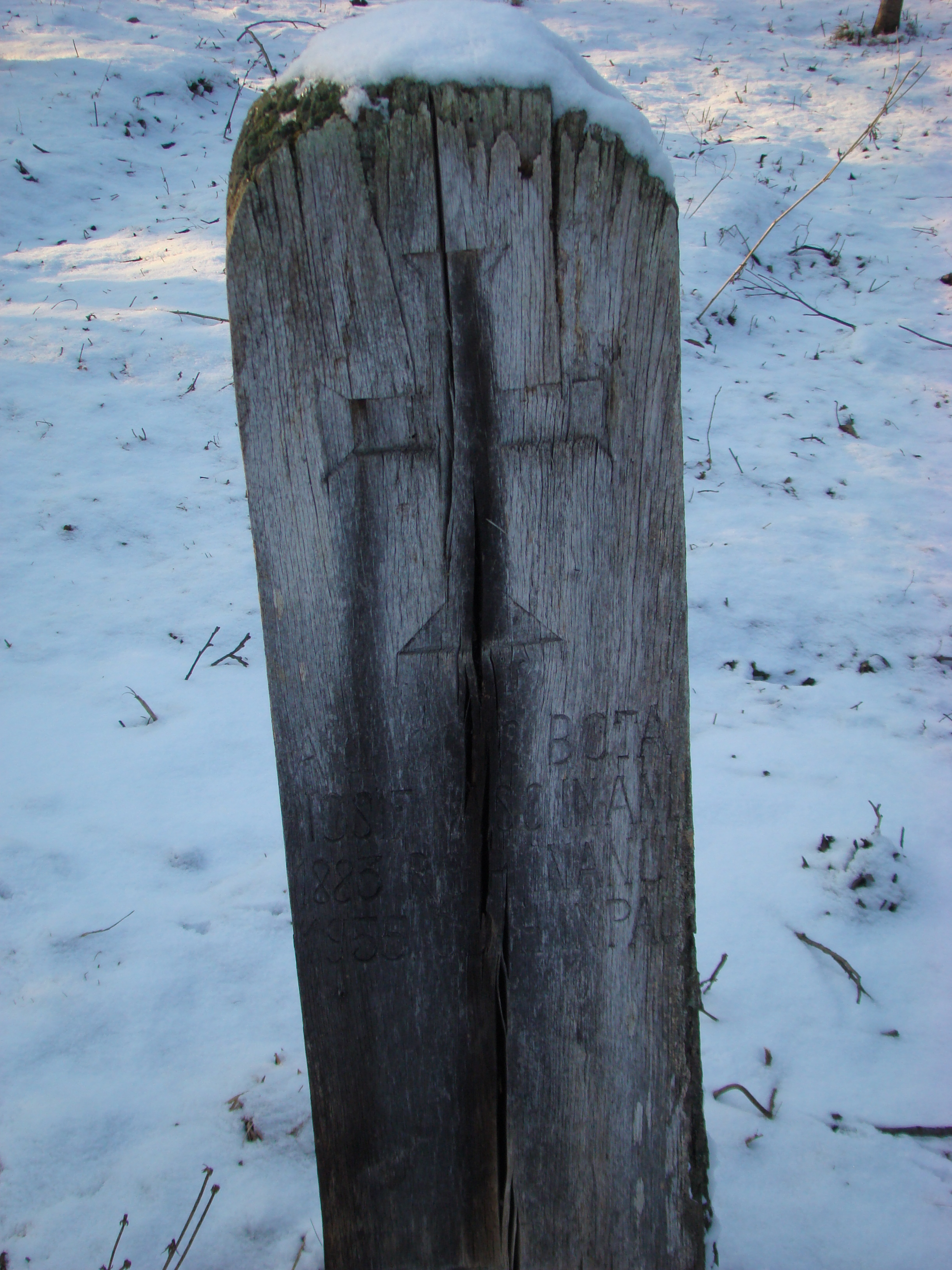

## Imagini din interior

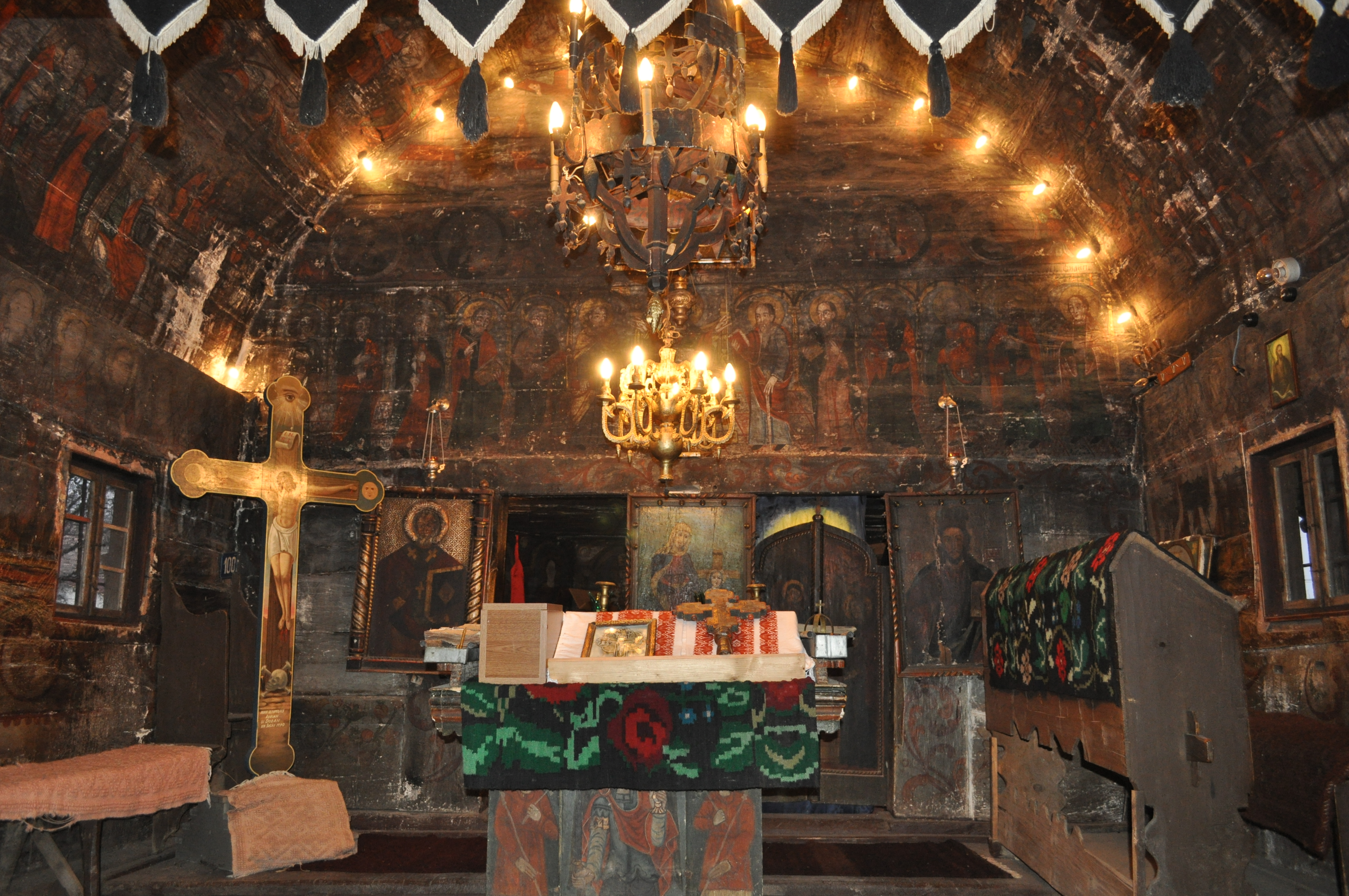
Nava spre iconostas
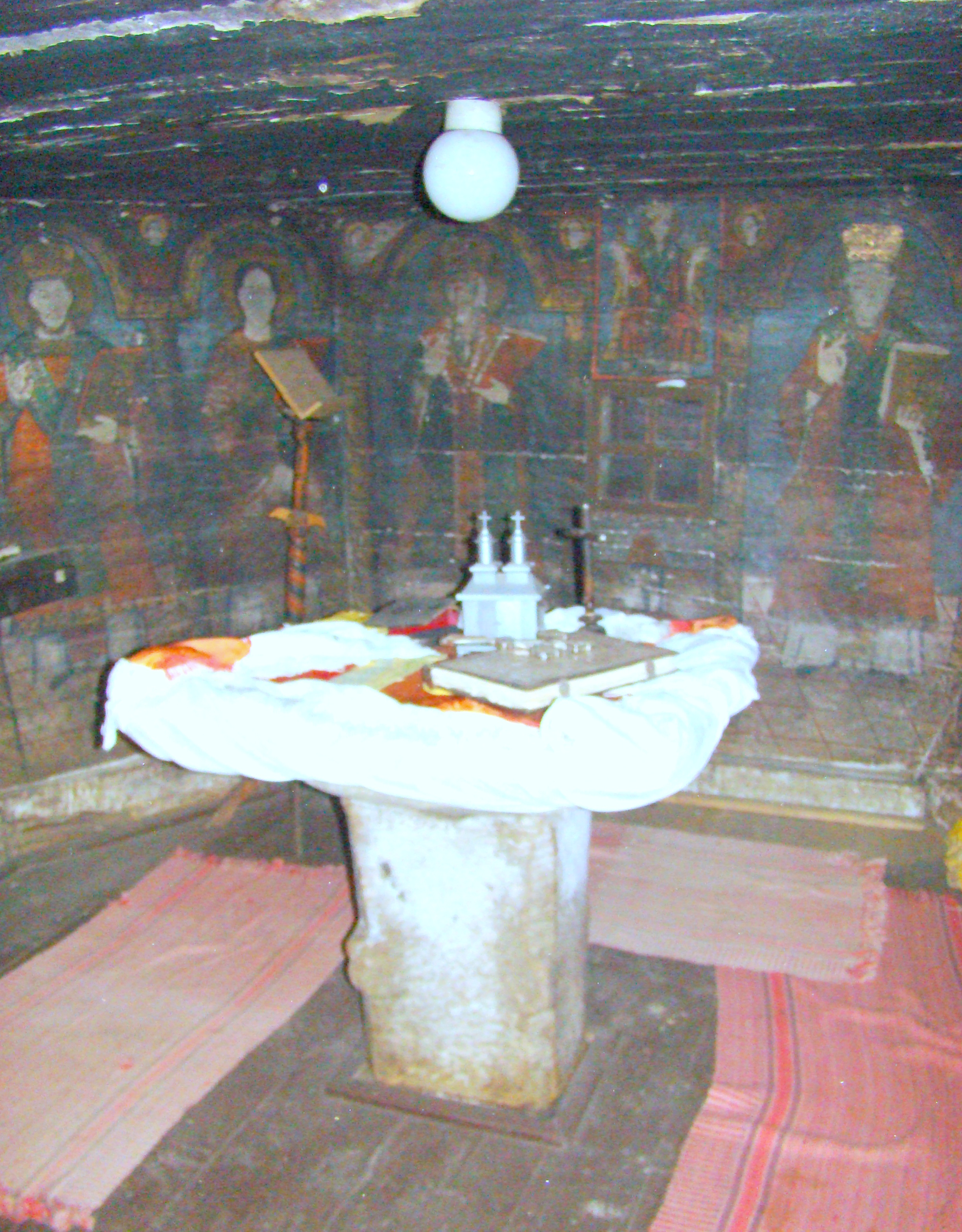
În altar
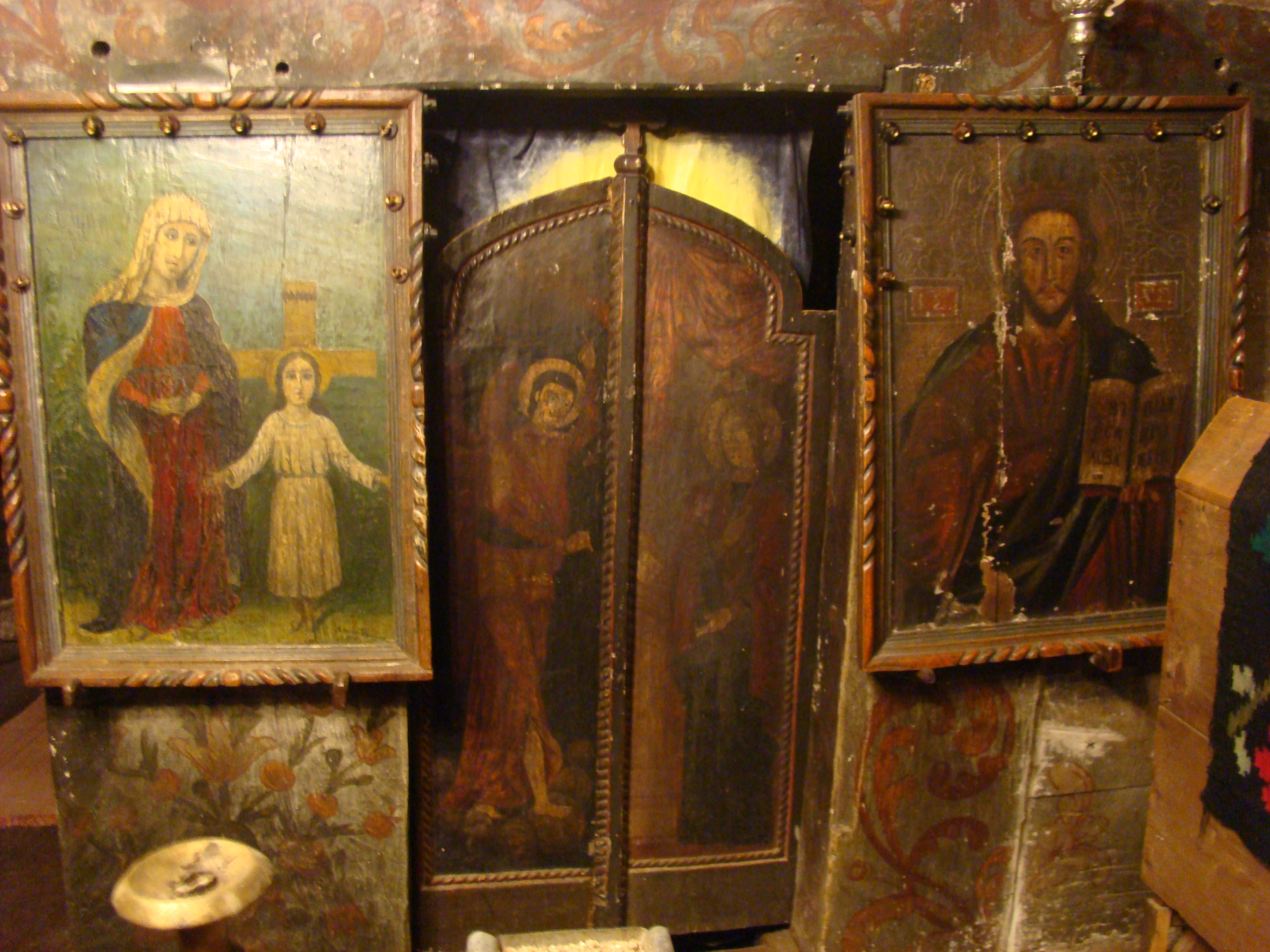
Uși și icoane împărătești
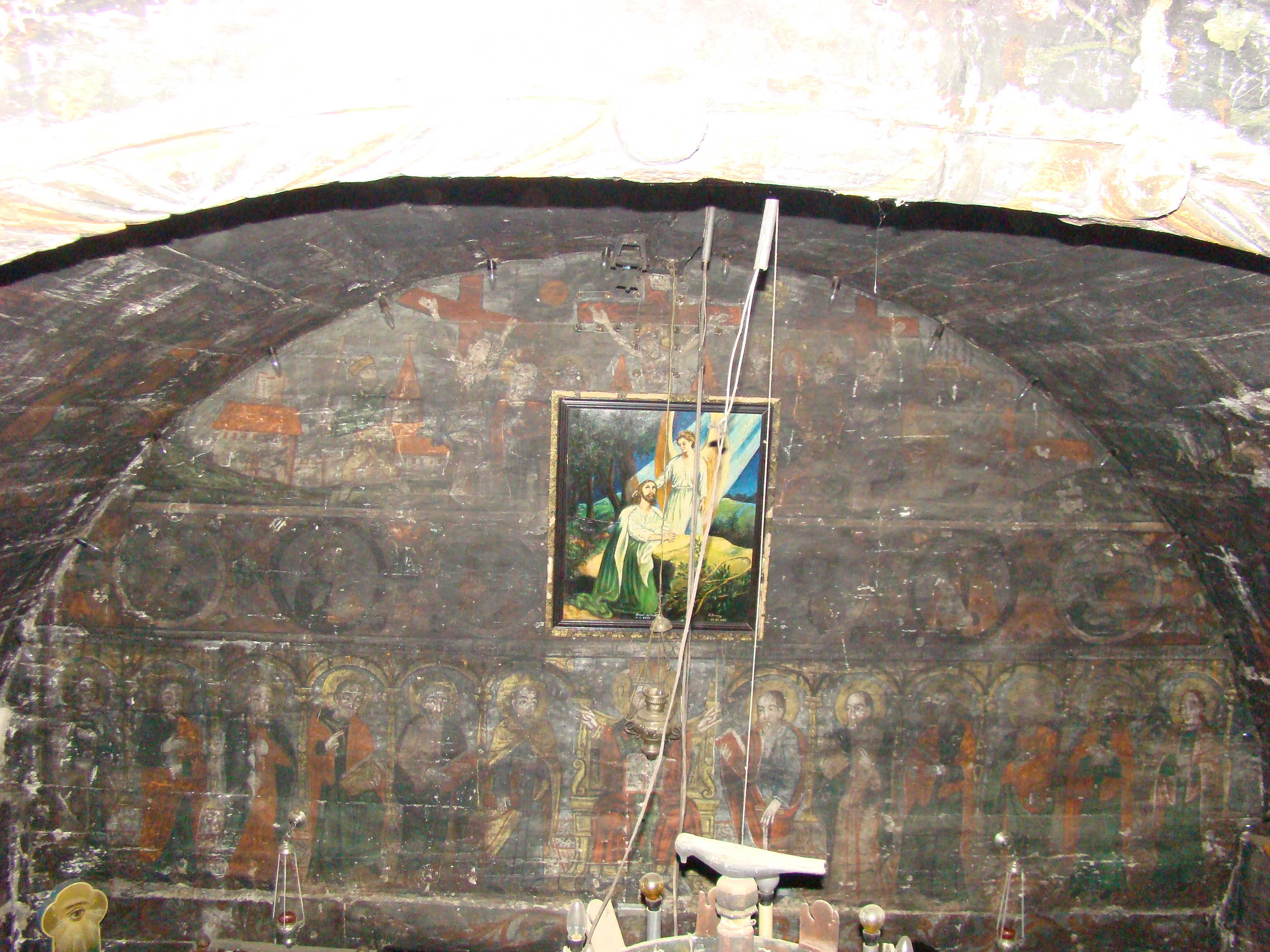
Tâmpla văzută din corul bisericii
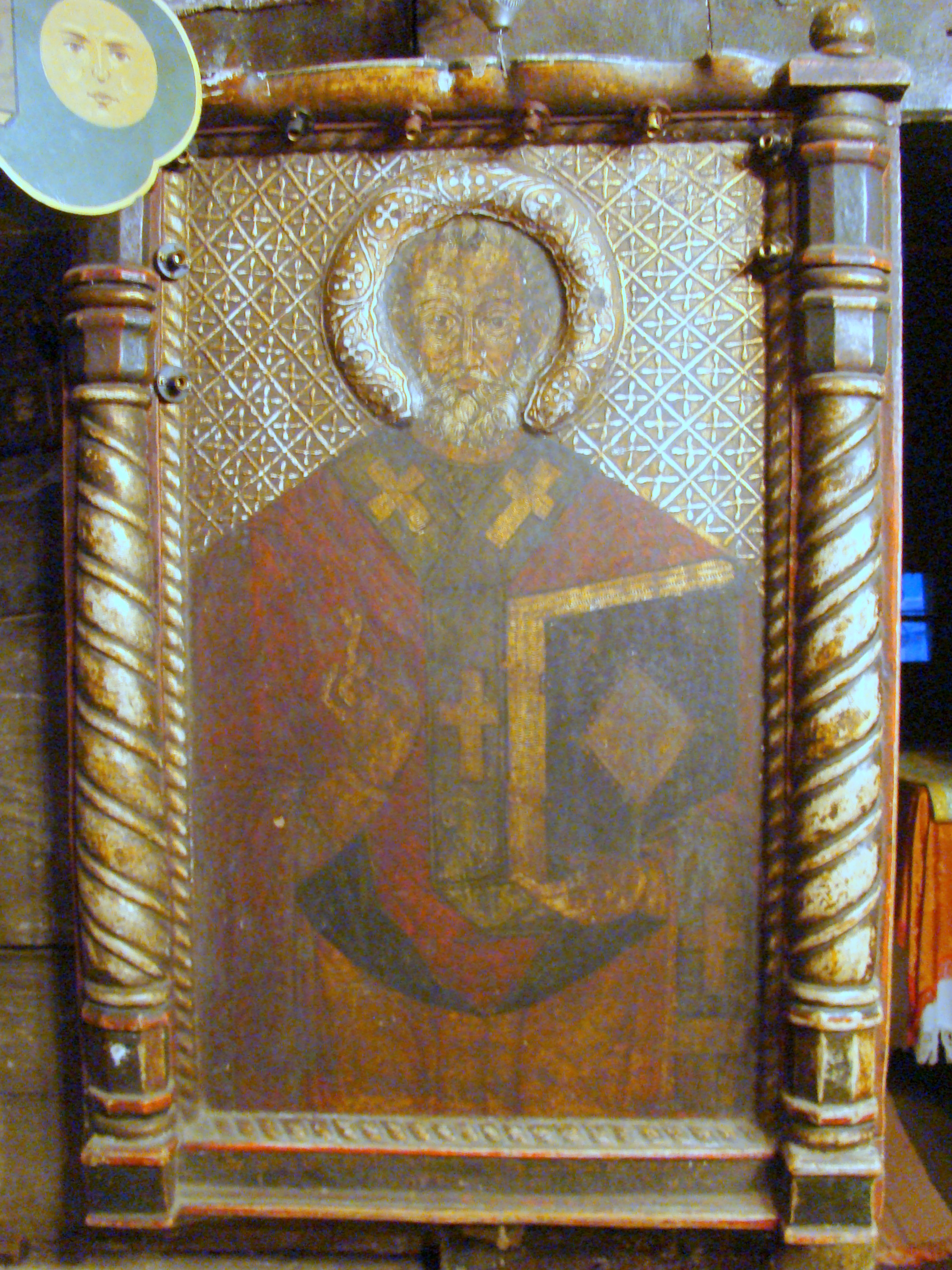
Icoana de hram
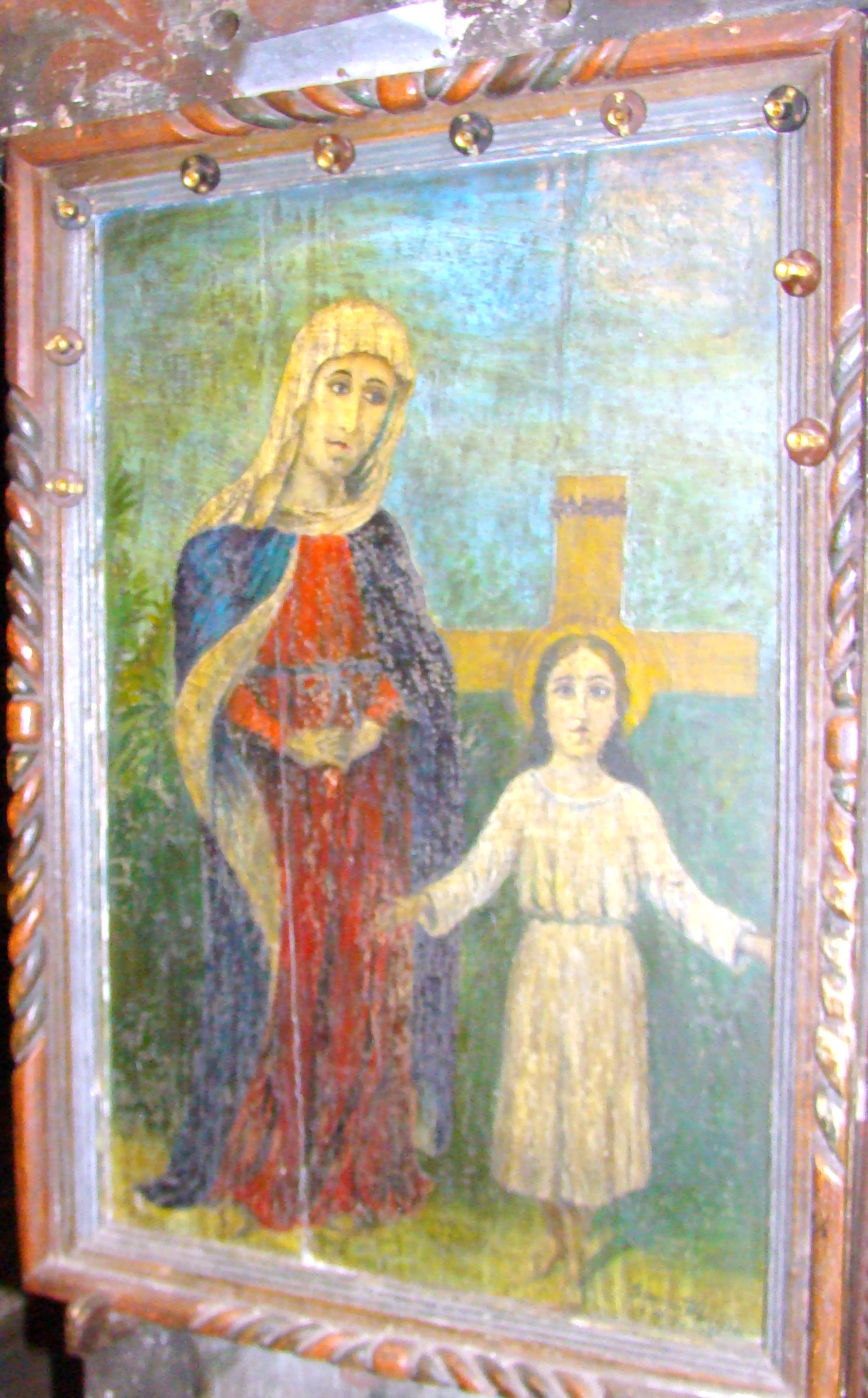
Icoană împărătească
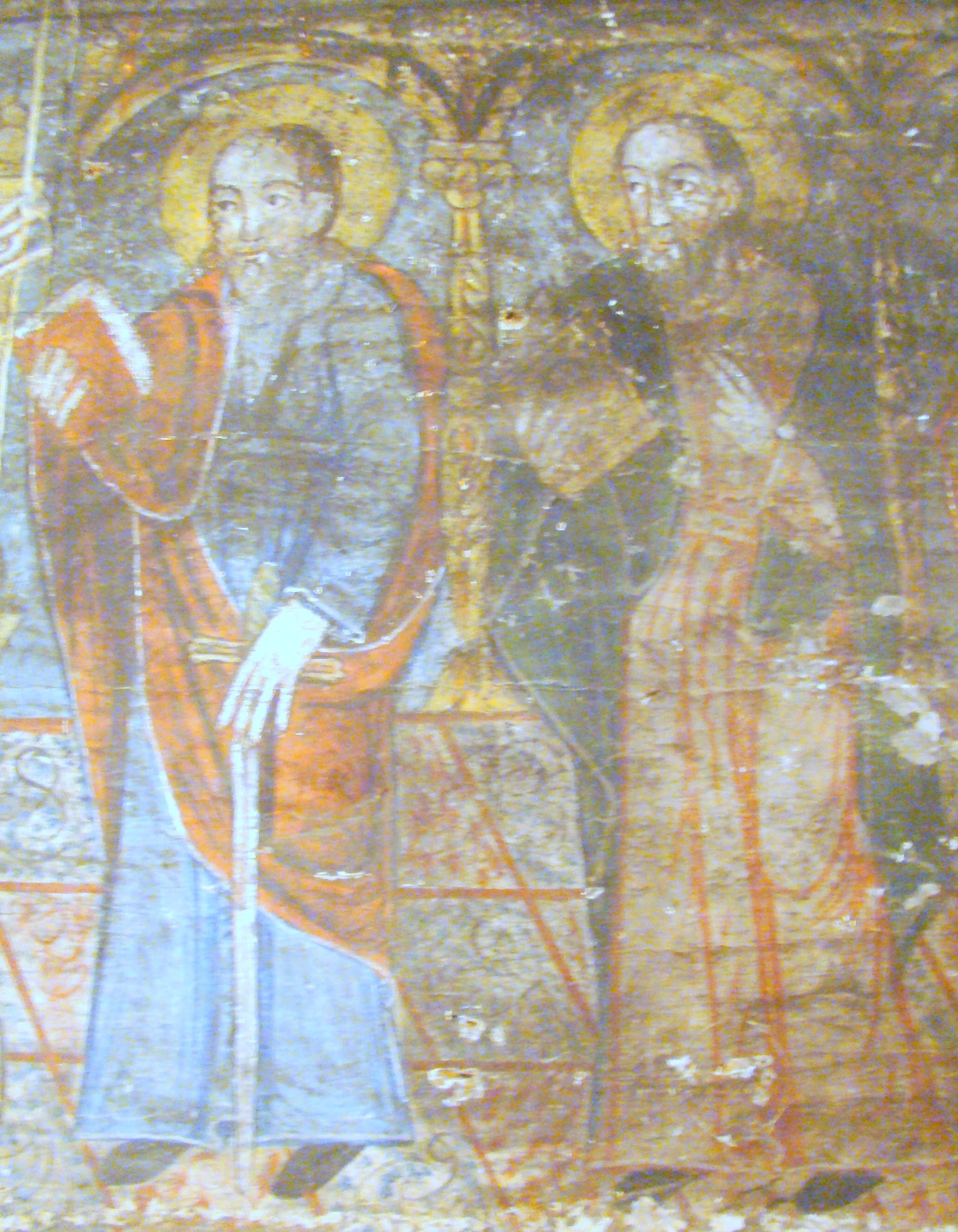
Tâmpla (detaliu): Apostoli
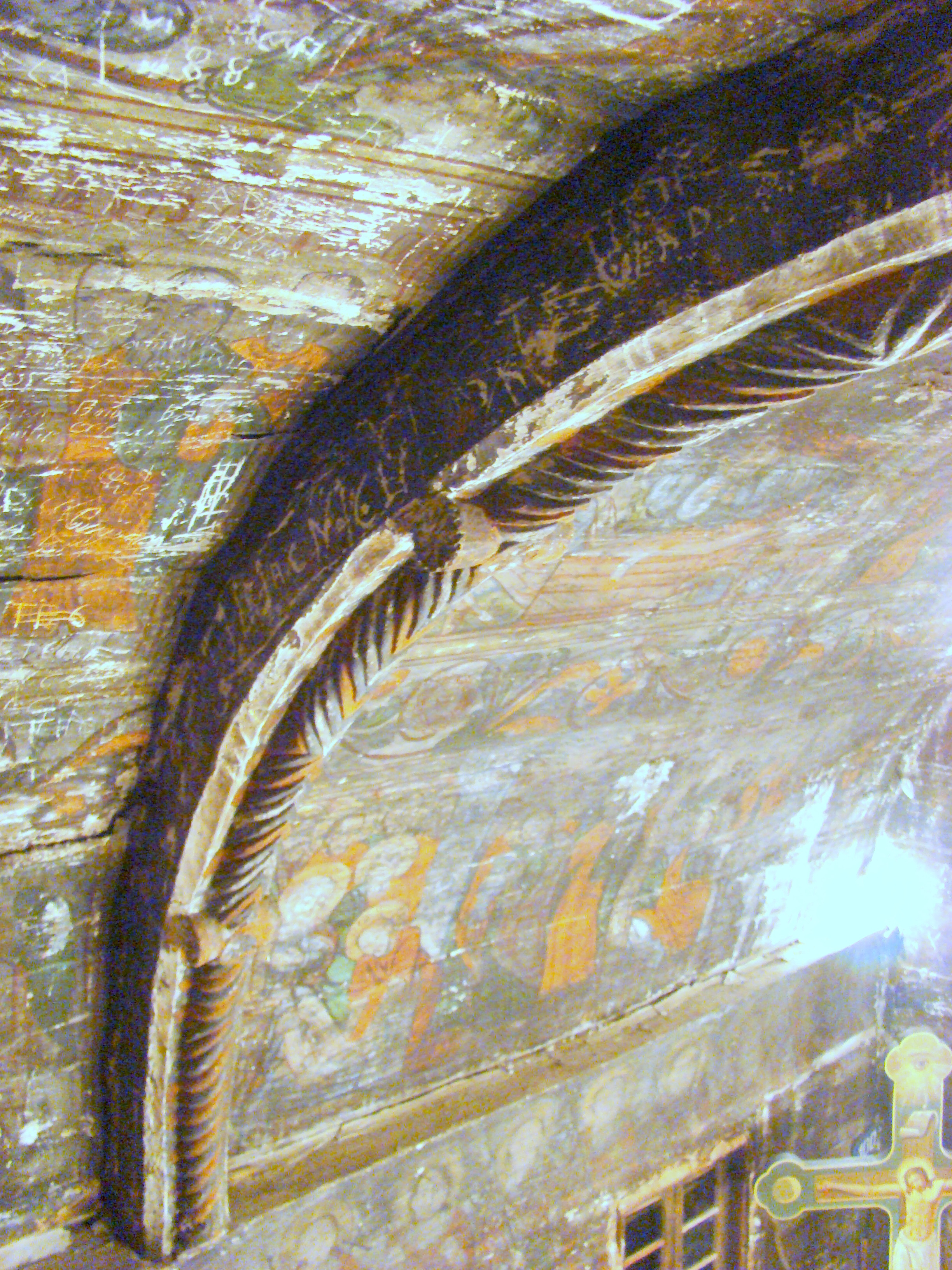
O parte din arc-dublou
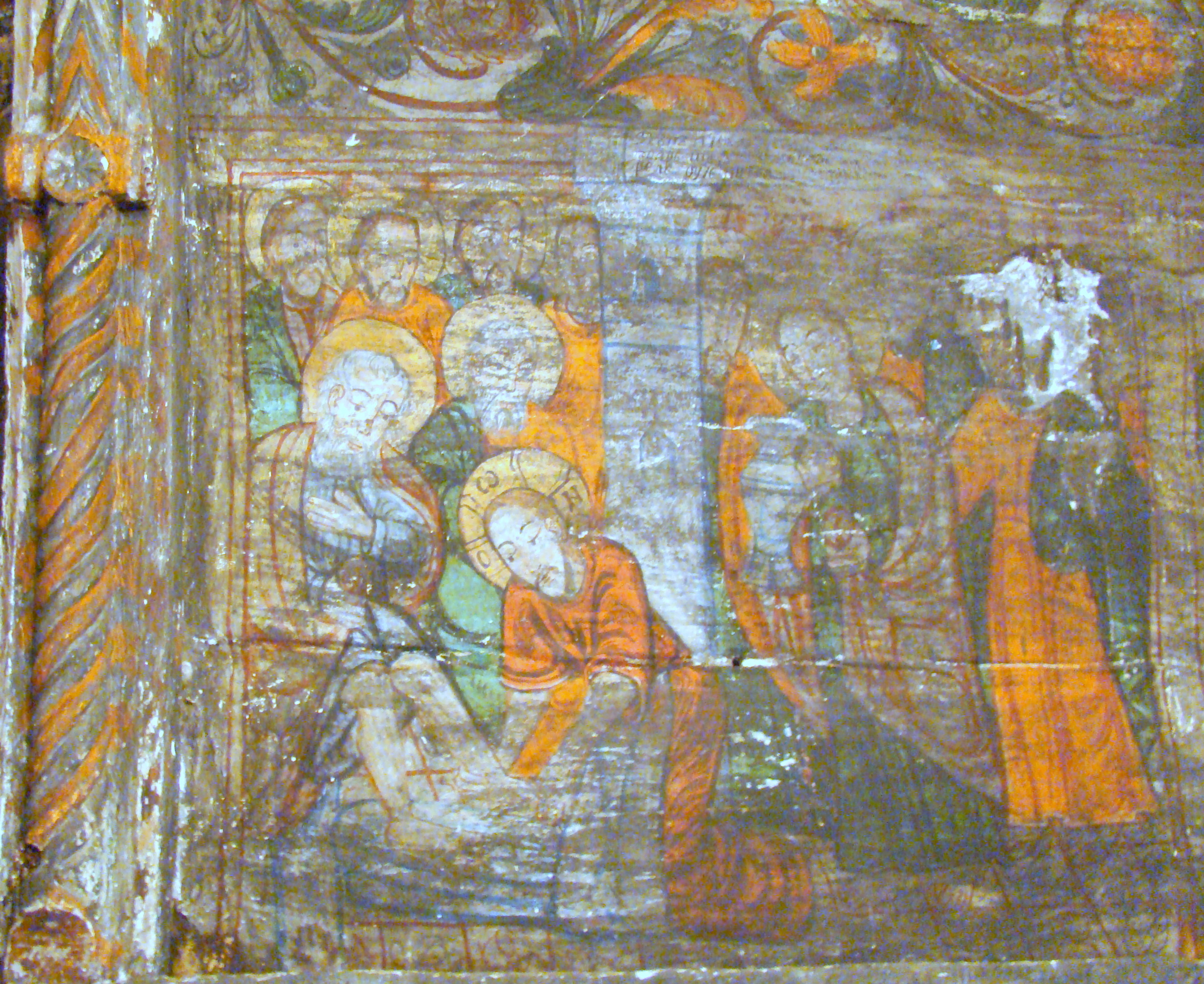
Iisus spălând picioarele ucenicilor
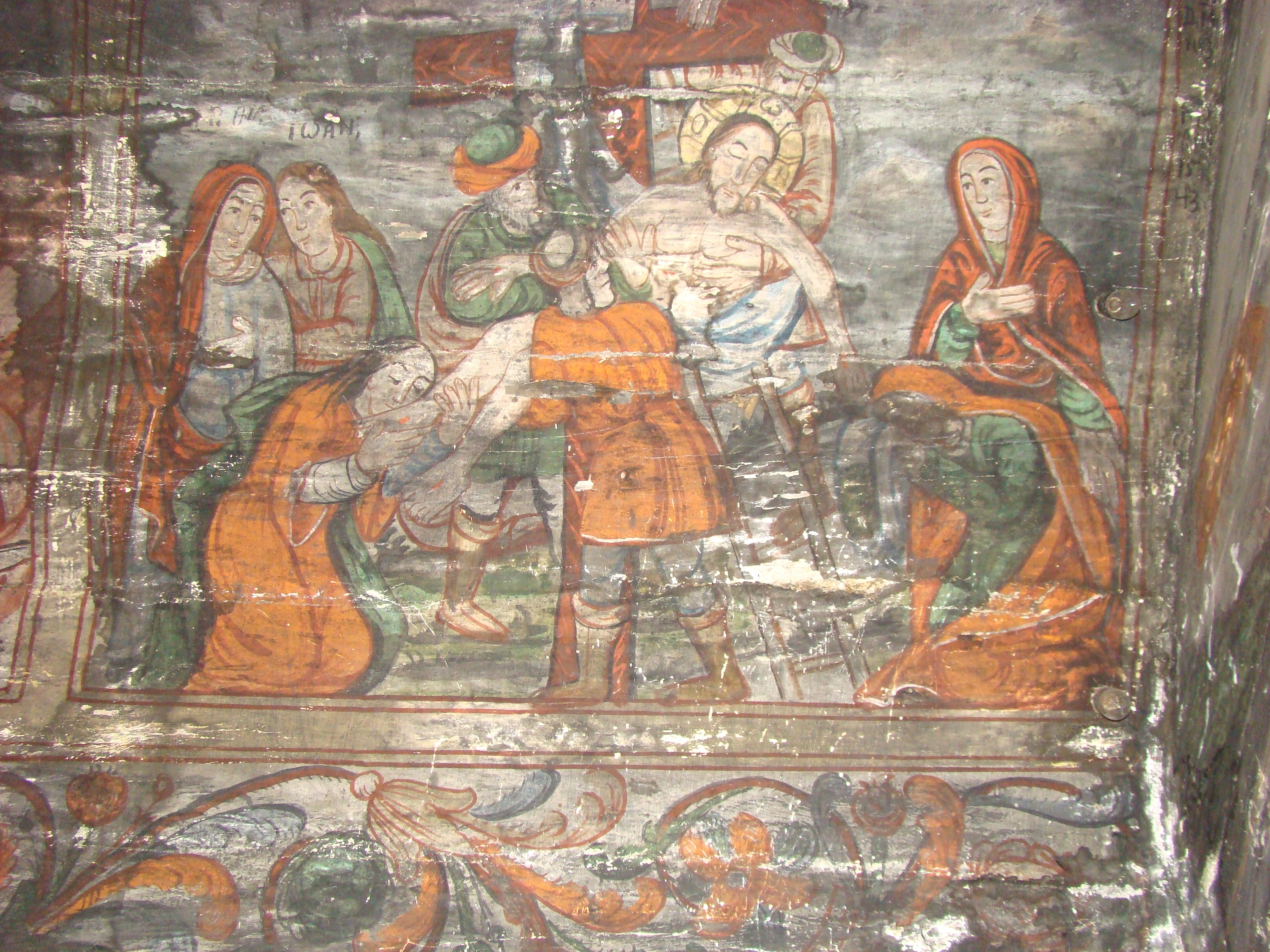
Coborârea de pe Cruce
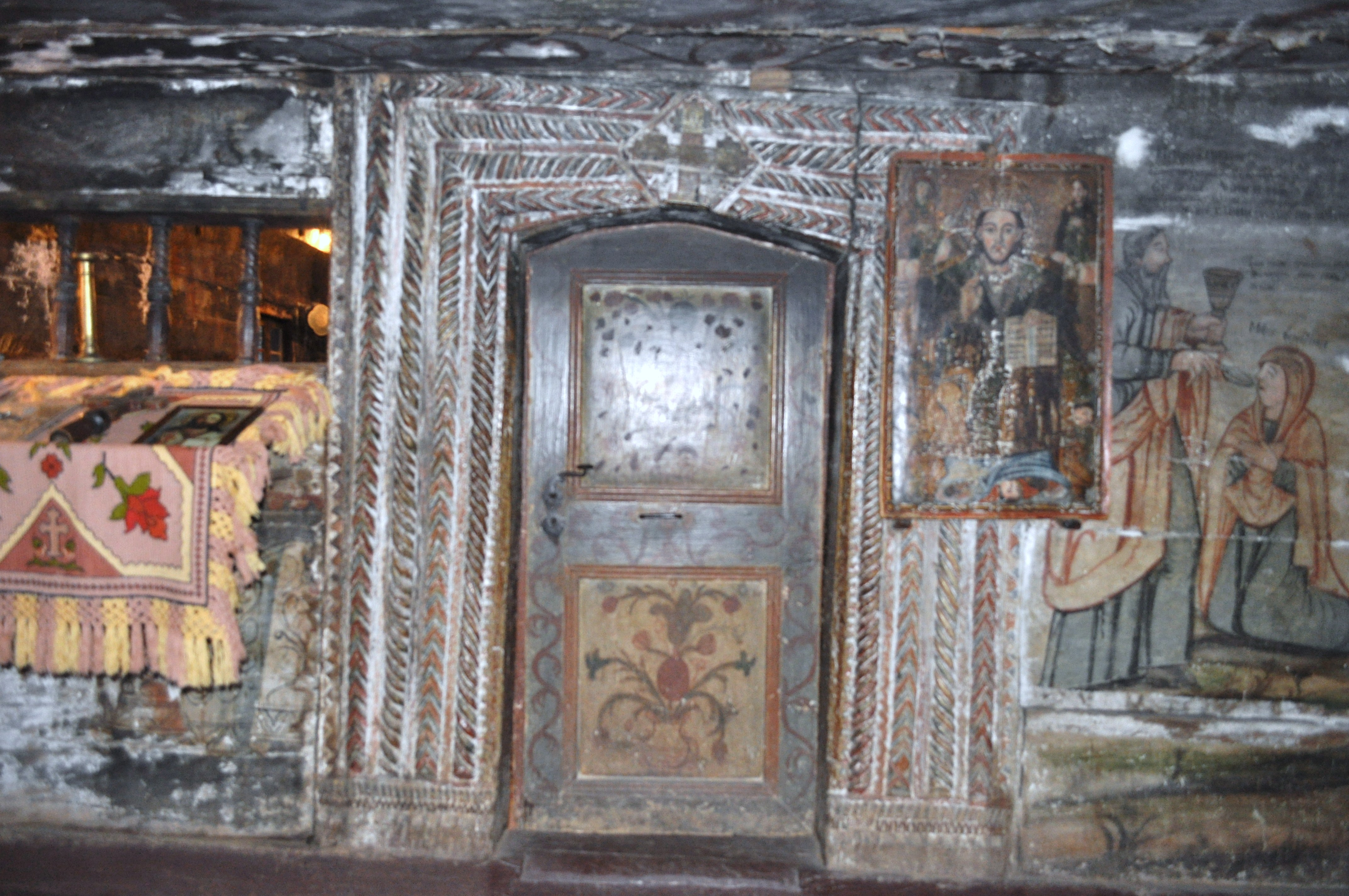
Portalul interior
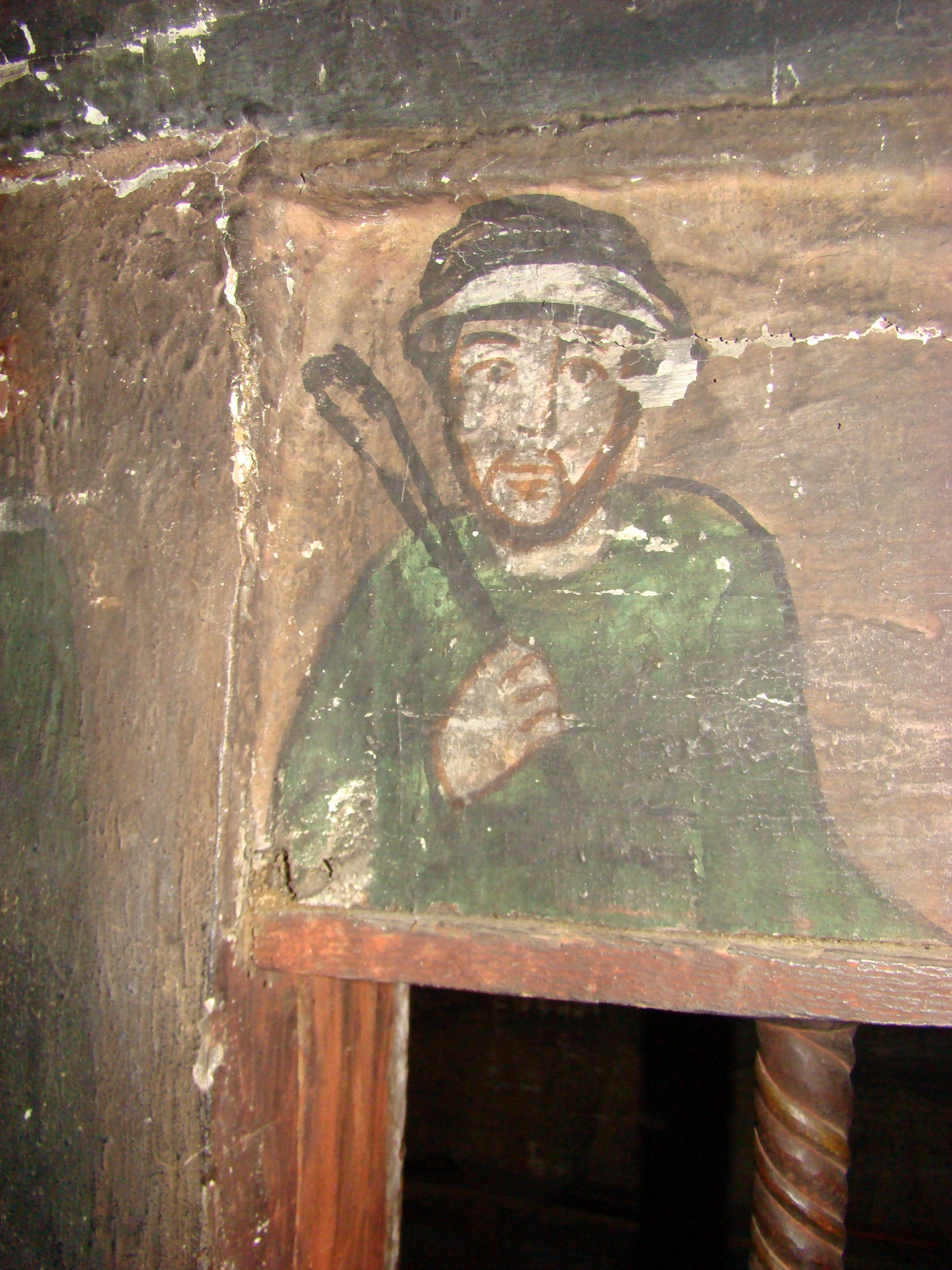
Autoportretul pictorului Ioan Pop din Românași
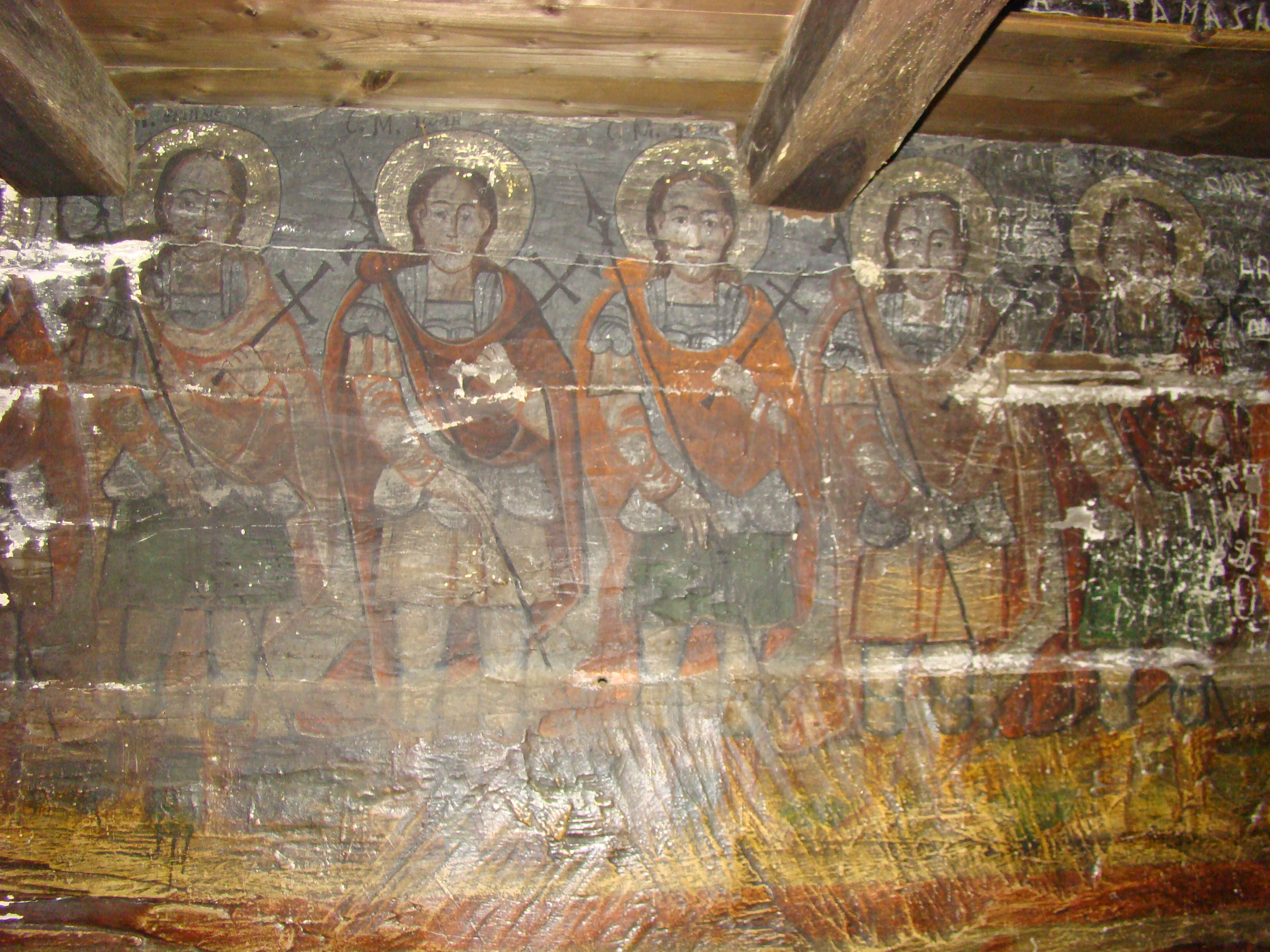
Detaliu din friza sfinților mucenici
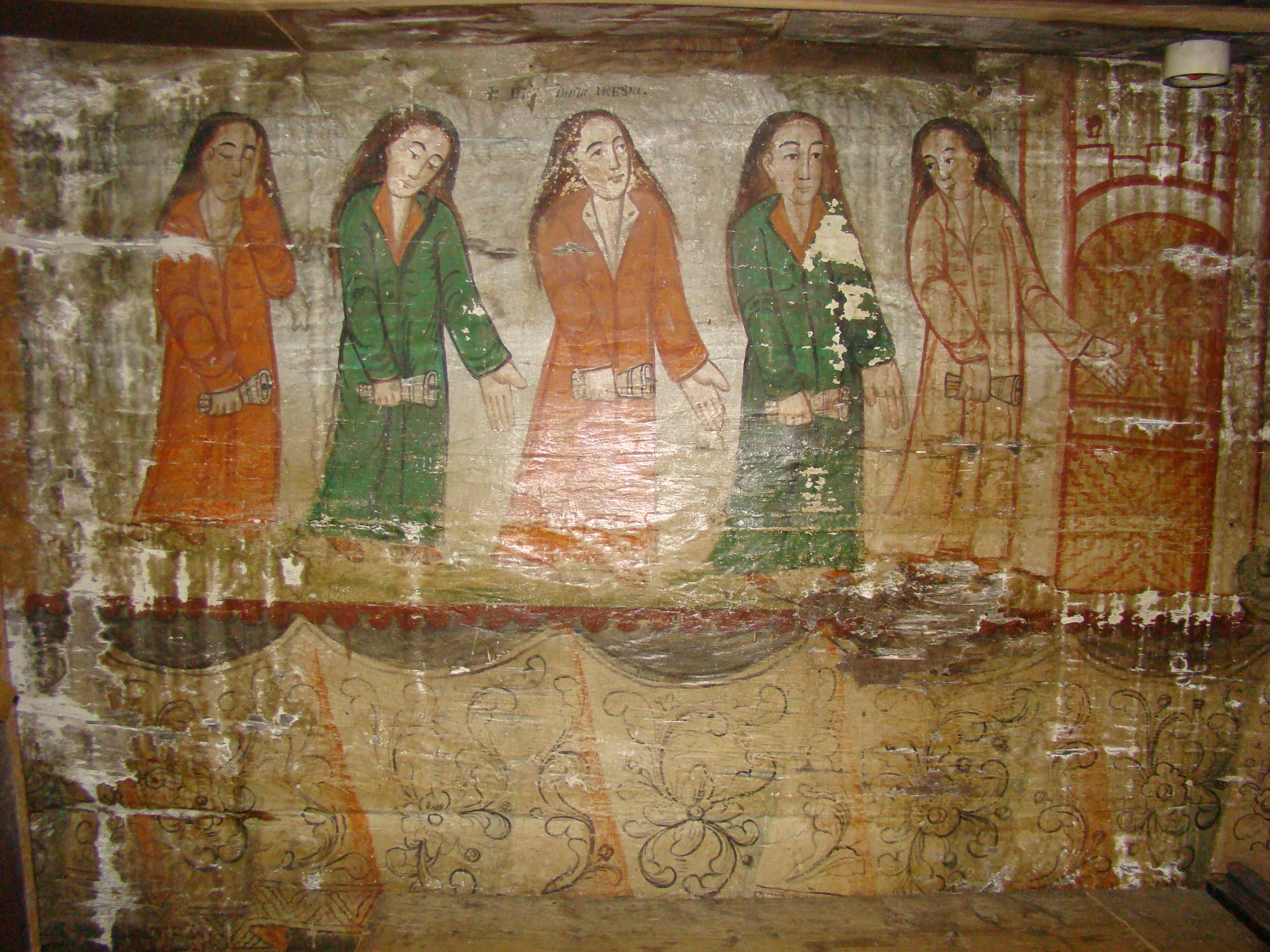
Pilda celor zece fecioare (fecioarele nebune)
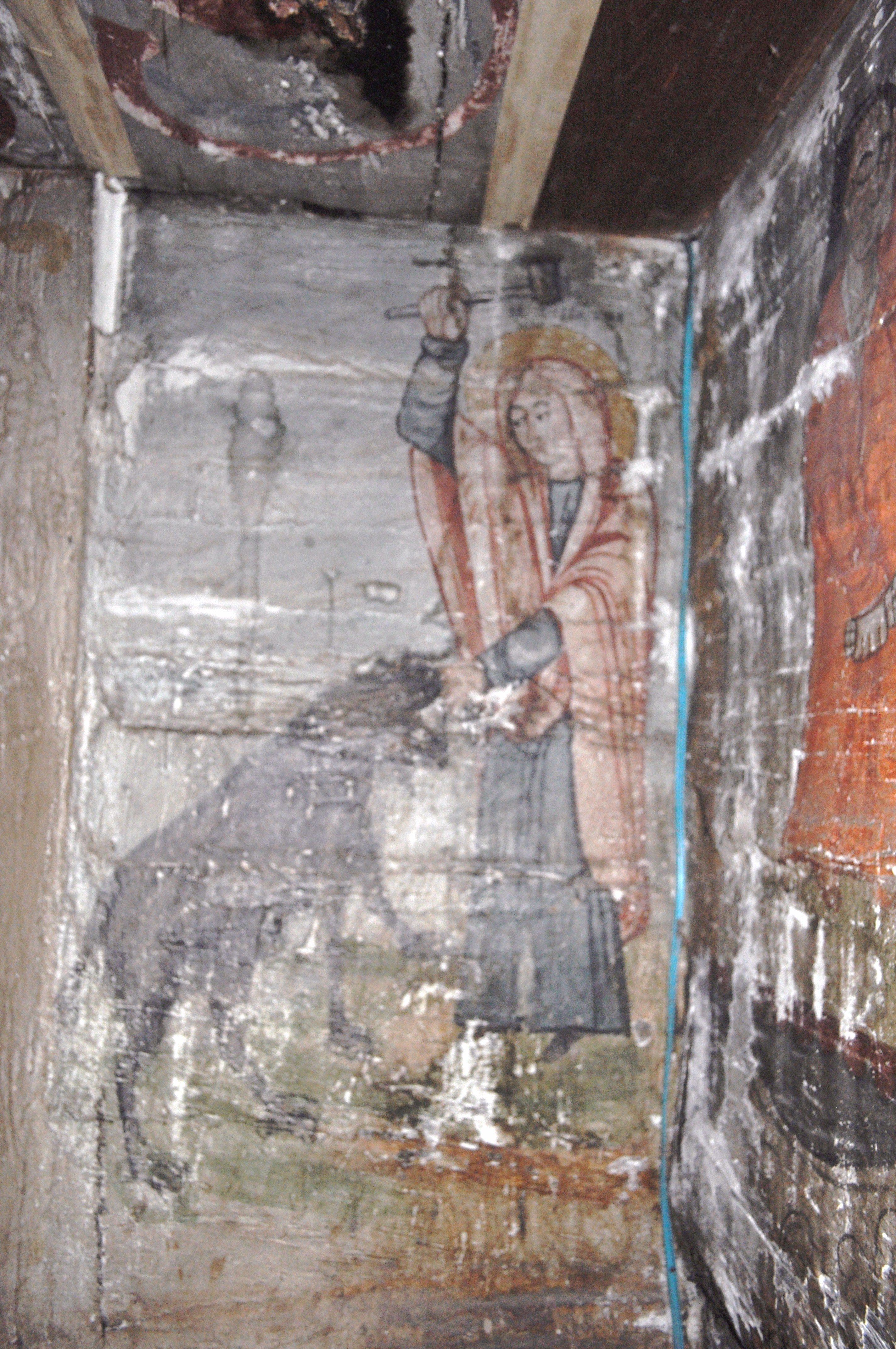
Sfânta Mare Muceniță Marina
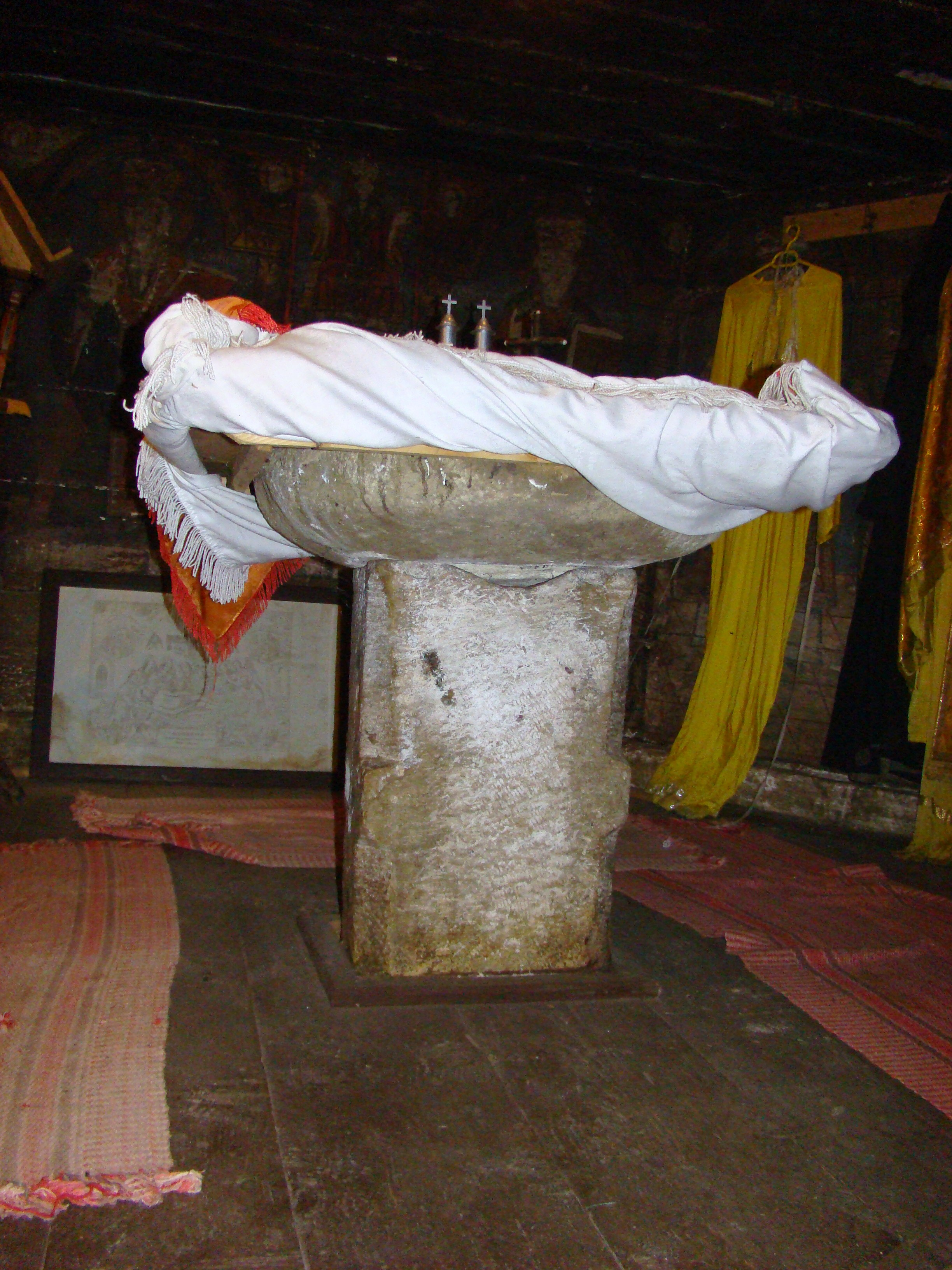
Piciorul Sfintei Mese
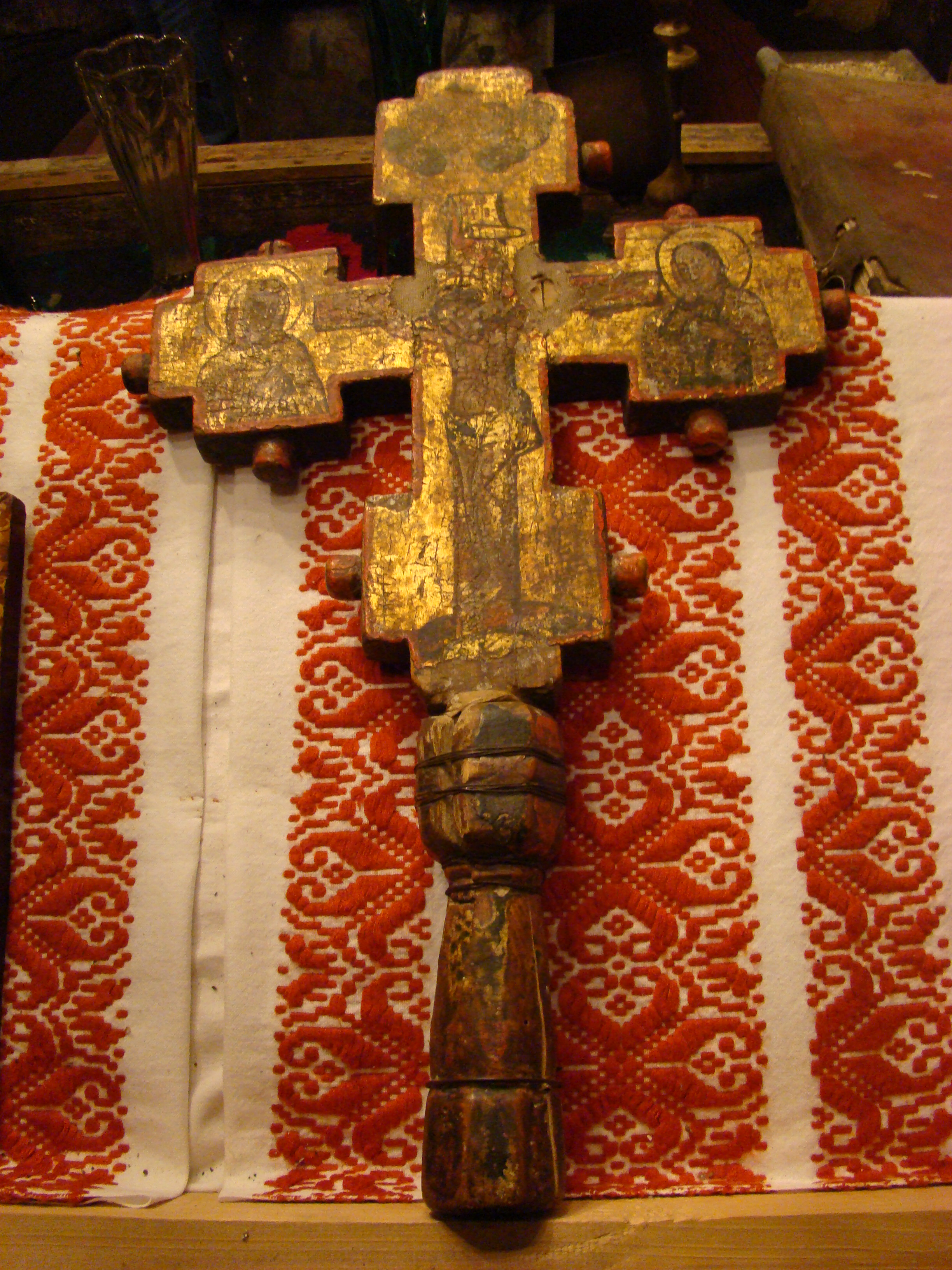
Cruce veche de mână pictată
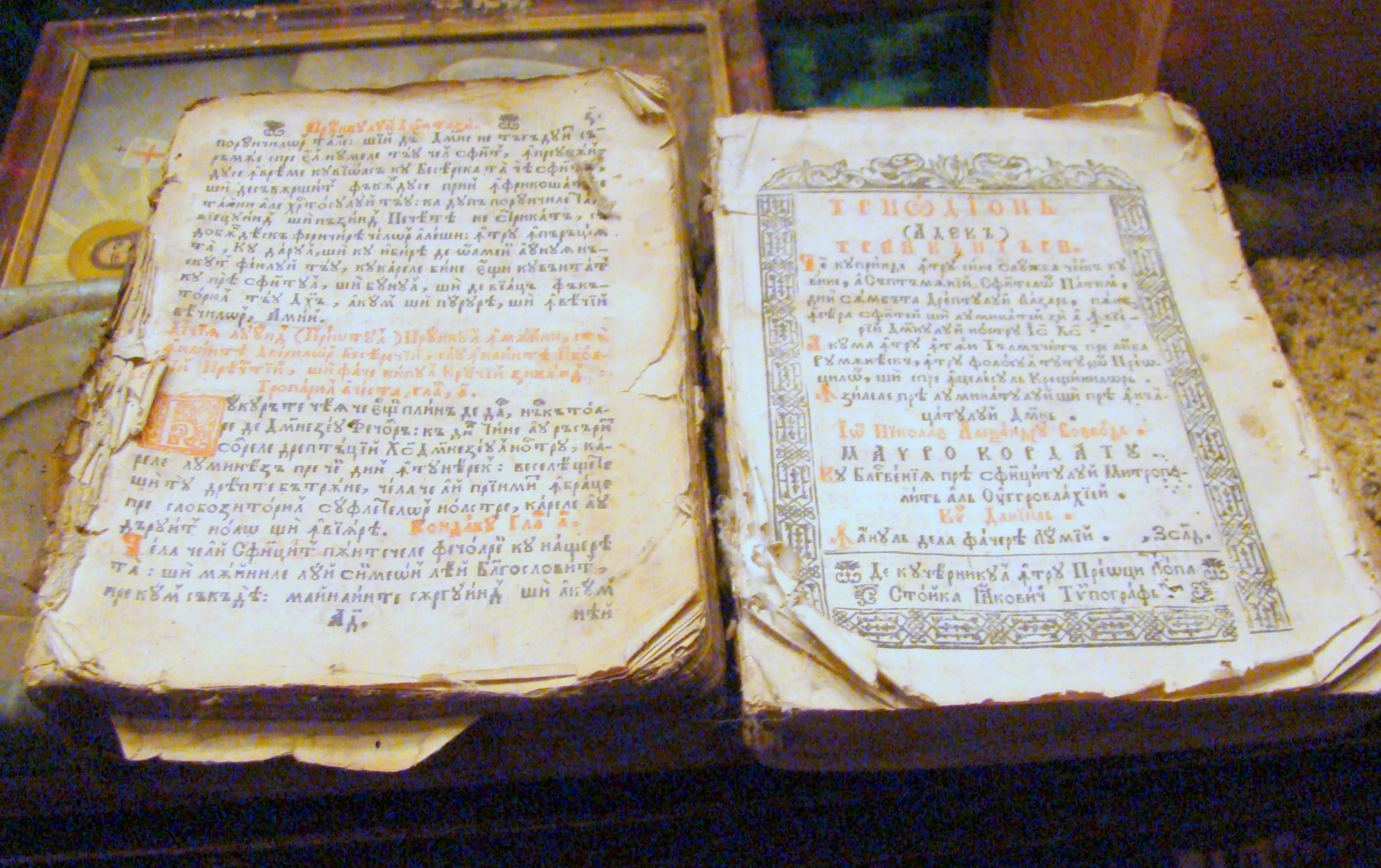
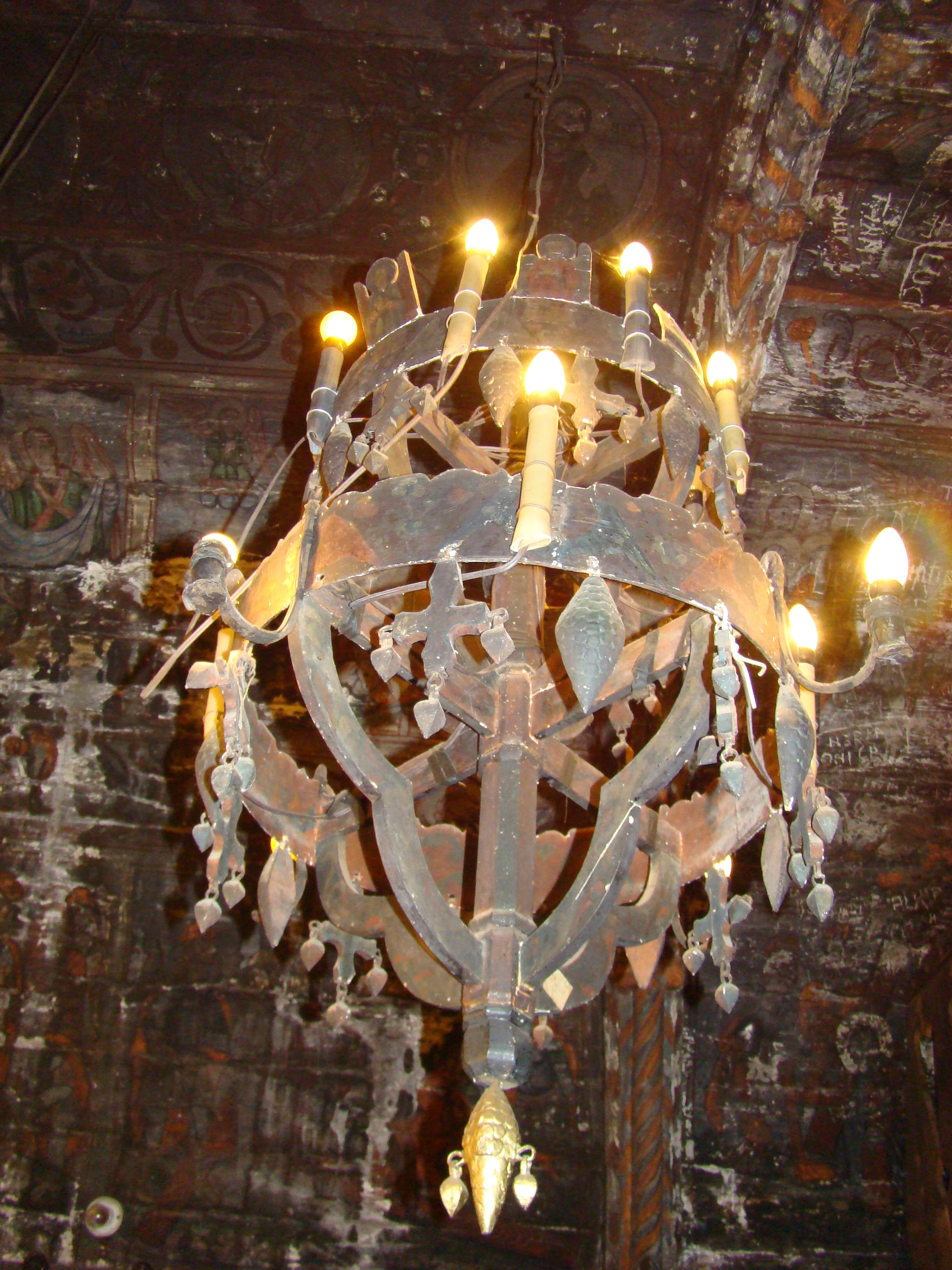
Candelabru vechi
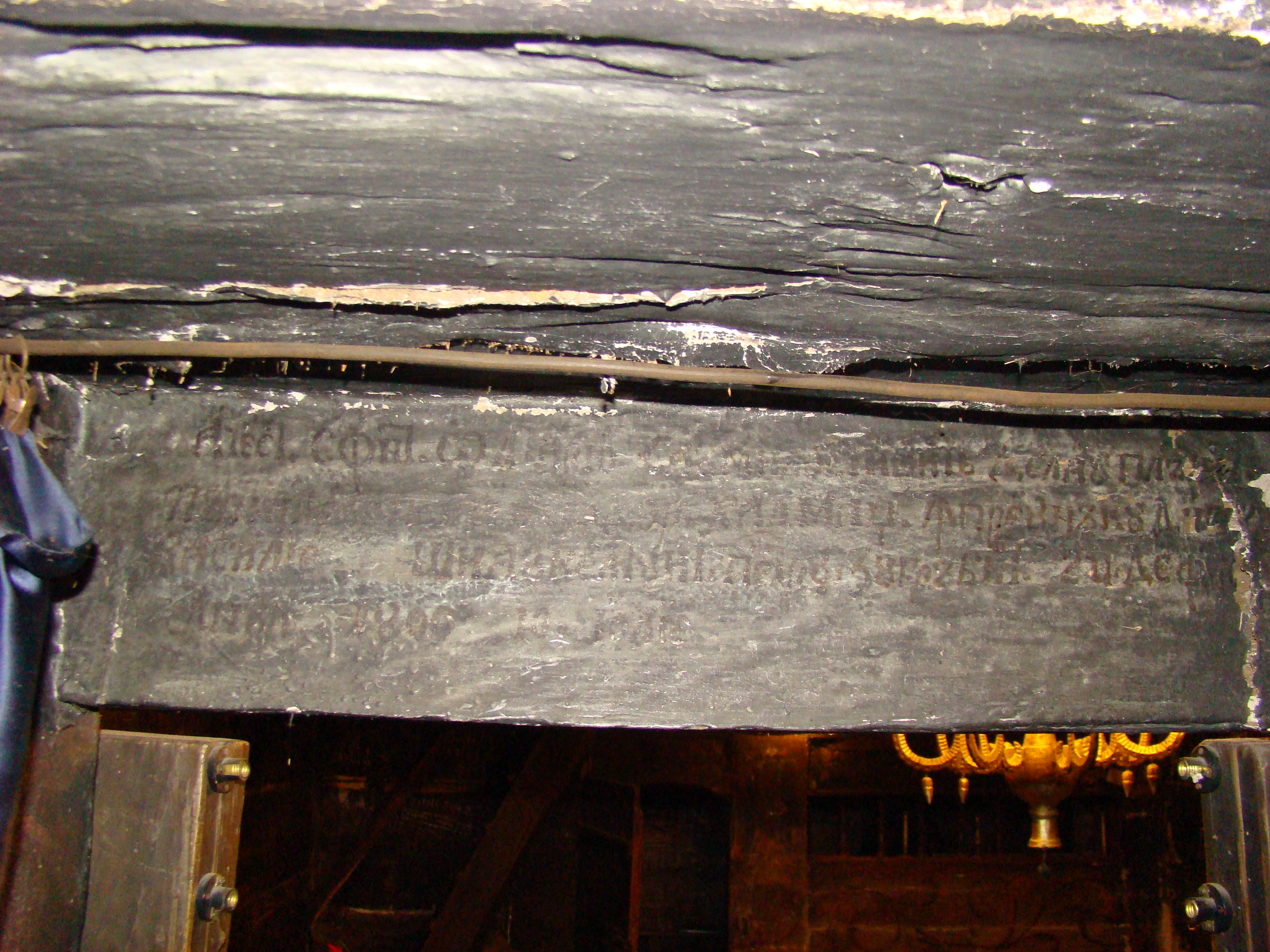
Pisanie
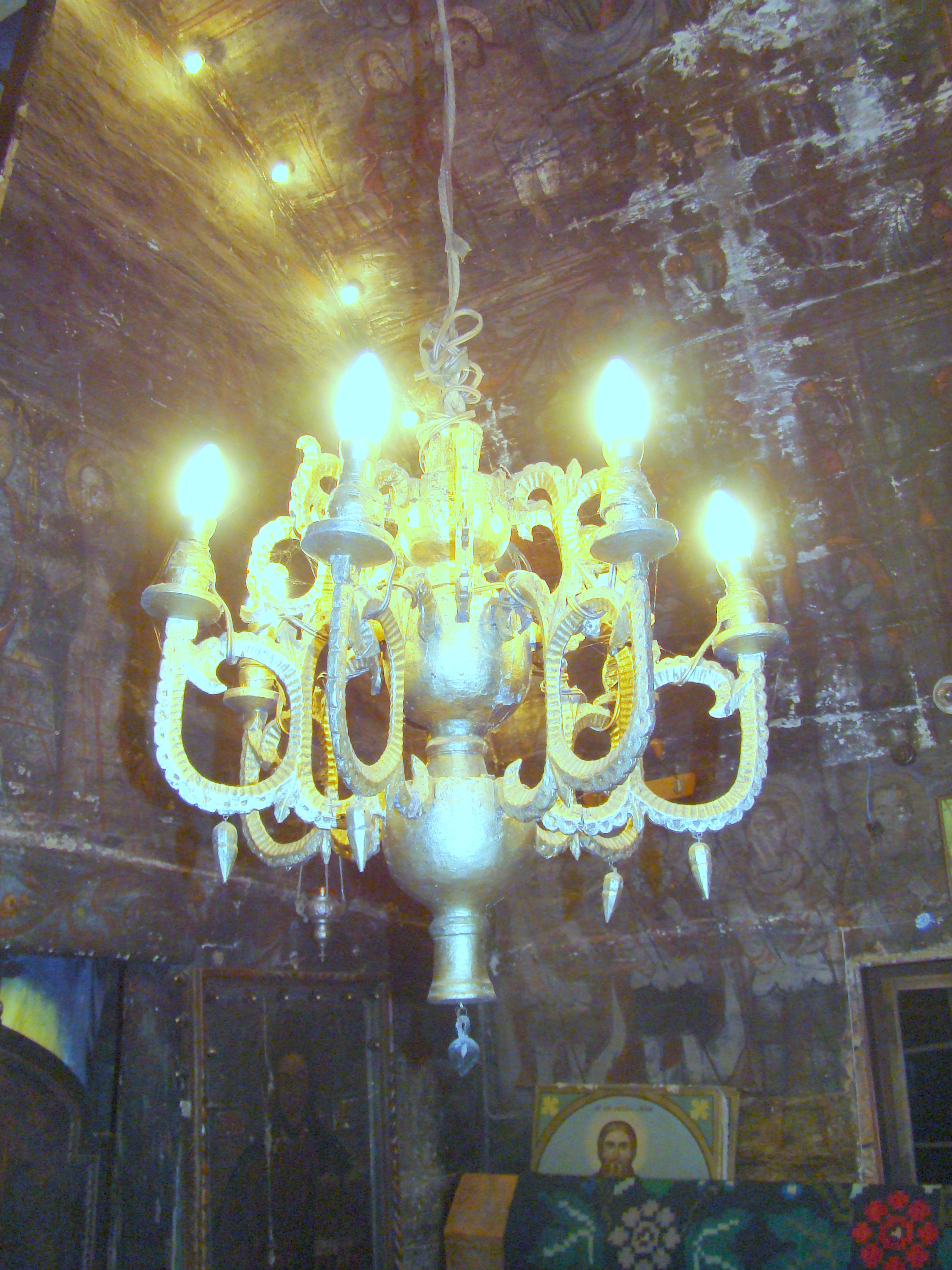
Candelabru vechi
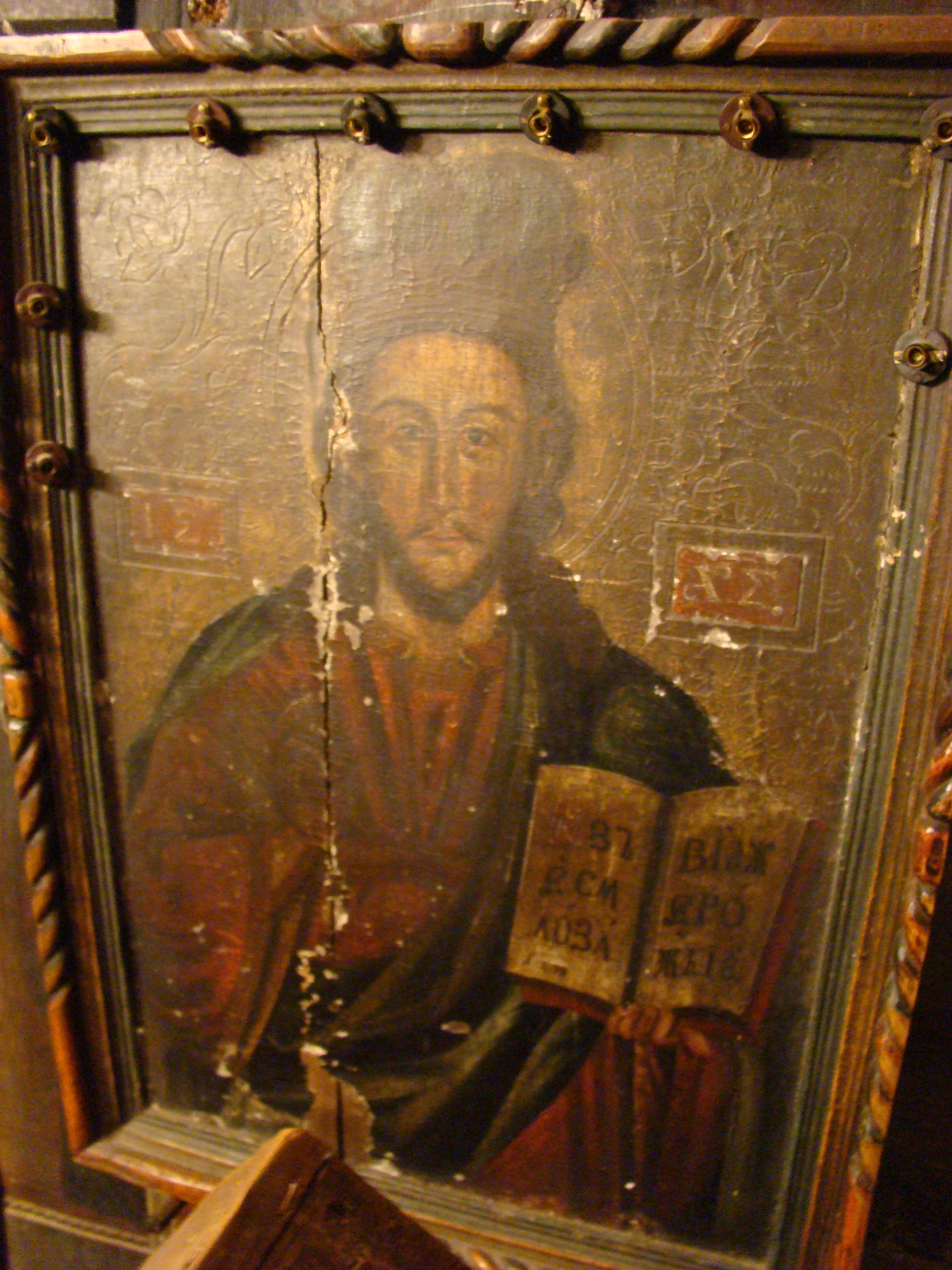
Iisus învățător
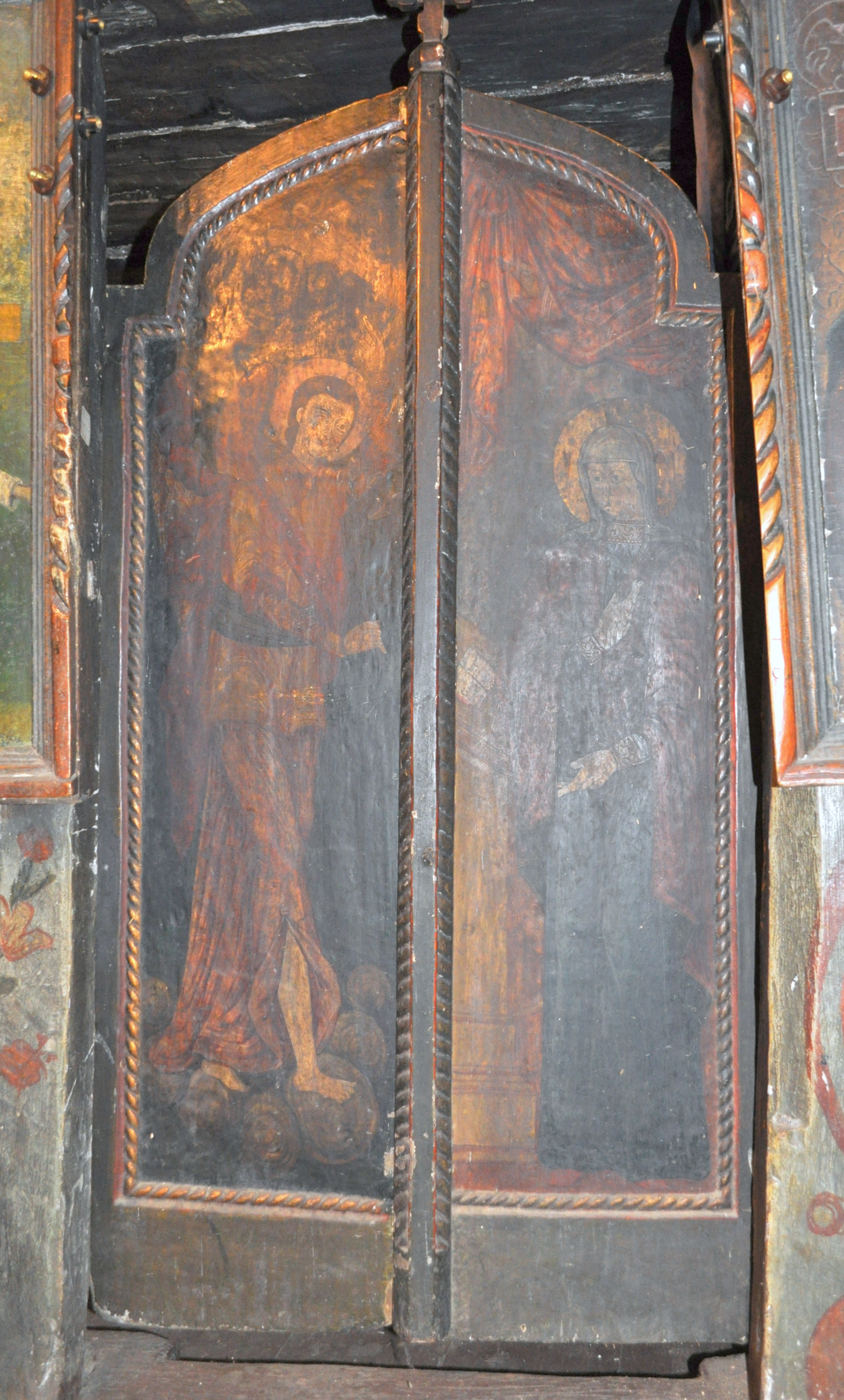
Ușile împărătești